# Чжуншань (город)
Чжунша́нь (иер. трад. 中山, упр. 中山, ютпхин: Zung¹saan¹, йель: Jūngsāan, кант.-рус.: Чунса:нь, пиньинь: Zhōngshān, палл.: Чжуншань) — городской округ в провинции Гуандун КНР. Расположен в низменной дельте Жемчужной реки и входит в состав наиболее развитого экономического региона страны «Большой залив» (Guangdong — Hong Kong — Macau Greater Bay Area).

## История
В древности большая часть современной территории Чжуншаня лежала в эстуарии Жемчужной реки и представляла собой небольшие острова над поверхностью воды. Постепенно эта местность заполнялась с юга на север аллювиальным илом и становилась сухой землёй. Северная часть сегодняшнего Чжуншаня была островной до периода династии Мин.
После того, как в 214 году до н. э. эти земли вошли в состав империи Цинь, они стали частью уезда Паньюй. Во времена империи Хань в 201 году до н. э. из уезда Паньюй был выделен уезд Цзэнчэн. Во времена империи Цзинь в 331 году из уезда Цзэнчэн был выделен уезд Баоань (宝安县). Во времена империи Тан уезд Баоань был в 757 году переименован в Дунгуань. В те времена территория нынешнего Чжуншаня была известна как центр производства морской соли.
Во времена империи Северная Сун в 1082 году в дельте Жемчужной реки было основано укреплённое поселение Сяншань («Благоухающая гора»), вскоре ставшее значительным торговым центром. Рост благосостояния и населения привели к тому, что в 1152 году уезд Сяншань (香山县) был выделен из состава уезда Дунгуань. После свержения монгольскими войсками династии Южная Сун многие императорские чиновники, военные и другие придворные нашли убежище в Сяншане. В период империи Цин в уезде Сяншань благодаря масштабным намывным и мелиоративным работам были значительно расширены сельскохозяйственные угодья и построены многочисленные дамбы, защищавшие деревни от наводнений.
Сяншань был в эпицентре Первой опиумной войны. В 1839 году в уезд прибыл чиновник Линь Цзэсюй с приказом изгнать отсюда Чарльза Эллиота и других британских коммерсантов. В 1840 году цинский гарнизон оказал сопротивление британской атаке на Сяншань, но вскоре был разгромлен. После Опиумных войн прибрежные районы Гуандуна оказались под влиянием западных держав. Многие уроженцы Сяншаня, в том числе Сунь Ятсен, уехали получать образование за рубеж и вскоре образовали элиту нового Китая.
Сяншань был одним из первых уездов Китая, освобождённых в ходе Синьхайской революции. После того, как скончался родившийся здесь в 1866 году в деревне Цуйхэн (ныне — часть посёлка Наньлан) основатель Китайской Республики Сунь Ятсен, часто пользовавшийся псевдонимом «Сунь Чжуншань», в память о нём 15 апреля 1925 года уезд Сяншань был переименован в Чжуншань (中山县).
Начиная с 1942 года отряды гоминьдановцев и коммунистов регулярно атаковали японские оккупационные войска в Чжуншане, а после капитуляции японцев в августе 1945 года возобновили ожесточённые бои между собой. Войсками коммунистов эти места были заняты лишь на завершающем этапе гражданской войны, 30 октября 1949 года. После вхождения этих мест в состав КНР был создан Специальный район Чжуцзян (珠江专区), и уезд Чжуншань вошёл в его состав. В 1952 году Специальный район Чжуцзян был расформирован, и уезд перешёл в состав Административного района Юэчжун (粤中行政区), при этом на стыке уездов Баоань, Дунгуань и Чжуншань был создан уезд Юйминь. 12 марта посёлок Шици (石岐镇) был выделен из уезда Чжуншань, и стал отдельным городом провинциального подчинения.
В 1955 году Административный район Юэчжун был упразднён, и уезд перешёл в состав Специального района Фошань (佛山专区). В 1958 году город Шици был понижен в статусе, и тоже вошёл в состав Специального района Фошань. В 1959 году Шици был понижен в статусе ещё дальше, и вновь стал посёлком в составе уезда Чжуншань. В марте 1959 года к уезду Чжуншань был присоединён уезд Чжухай, но уже в апреле 1961 года он был воссоздан. В 1965 году на стыке уездов Синьхуэй и Чжуншань был создан уезд Доумэнь.
В 1970 году Специальный район Фошань был переименован в Округ Фошань (佛山地区). 1 июня 1983 года округ Фошань был расформирован, и уезд Чжуншань вошёл в состав нового городского округа Фошань. Постановлением Госсовета КНР от 22 декабря 1983 года уезд Чжуншань был преобразован в городской уезд. 7 января 1988 года Чжуншань был выведен из состава городского округа Фошань и подчинён напрямую властям провинции Гуандун в статусе отдельного городского округа.

## География

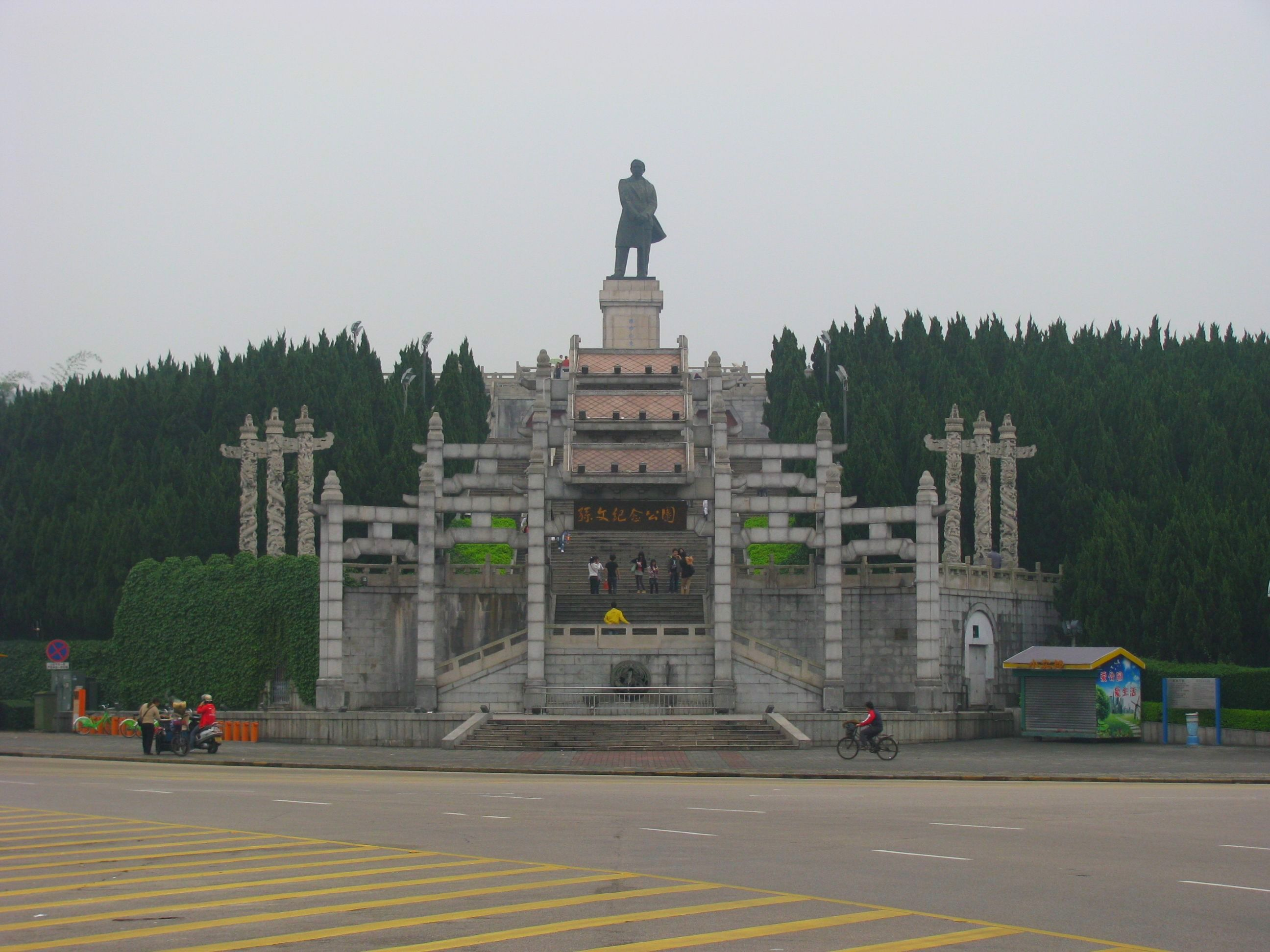
Мемориальный парк Сунь Ятсена

С северо-запада Чжуншань граничит с округом Фошань, с северо-востока — с городом Гуанчжоу (район Наньша), с юга — с округом Чжухай, с запада — с округом Цзянмынь. Восточнее Чжуншаня, на другом берегу дельты Жемчужной реки лежат Шэньчжэнь и Гонконг.
Западной естественной границей Чжуншаня является река Сицзян, северо-восточной — рукав Хунцили, с востока округ ограничен дельтой Жемчужной реки. Северная часть Чжуншаня расположена на аллювиальной равнине, а южная часть постепенно переходит в зону прибрежных холмов. Наивысшей точкой округа являются холмы Угуй (Wugui Hills), достигающие 531 метра над уровнем моря.
В центральной части округа расположены «зелёные лёгкие» Чжуншаня — Мемориальный парк Сунь Ятсена, парк Цзималин, парк Чжуншань, парк Исяньху и парк Цицзян. Другой зелёной областью округа является обширный лесопарк Тяньсинь, основанный в 2015 году.
Климат округа тёплый и влажный большую часть года. Средняя годовая температура — 22 °C тепла, среднегодовая норма осадков — 175 см. В Чжуншане часто случаются грозы и тайфуны, «сезон дождей» припадает на период с апреля по сентябрь. По состоянию на 2016 год Чжуншань входил в десятку городов Китая с самым чистым воздухом.

## Население

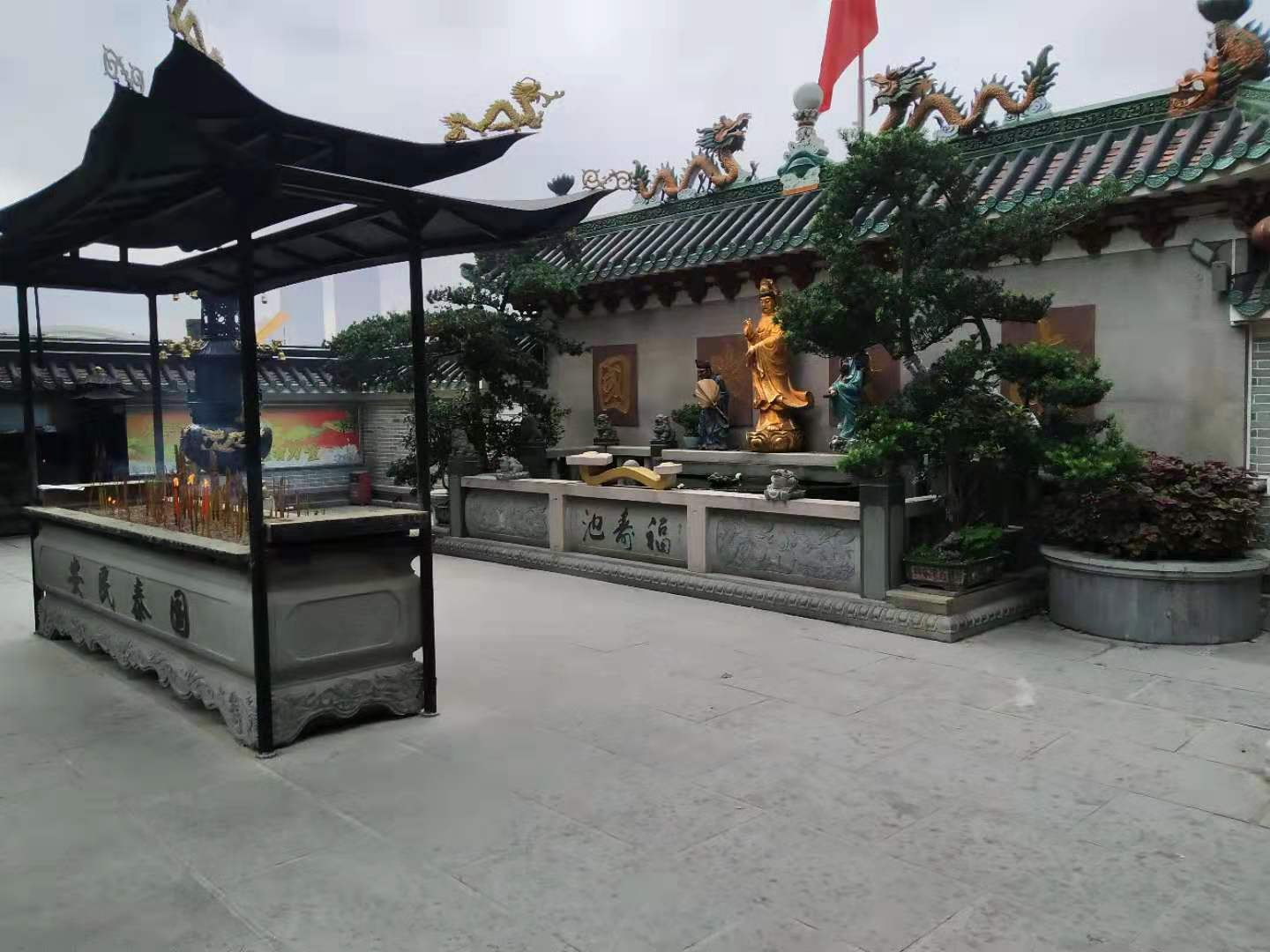
Храм Сишань

Подавляющее большинство населения Чжуншаня составляют ханьцы, которые говорят на нескольких языках и диалектах. В округе распространены кантонский диалект, а также локальные диалекты юэ, минь и хакка. Верующие жители Чжуншаня исповедуют буддизм, даосизм и народную религию.
В Чжуншане проживает большое число трудовых мигрантов, которые прибывают в Гуандун в поисках работы из северных и центральных регионов Китая. Также здесь оседают зажиточные пенсионеры со всего Китая. В то же время, значительная часть трудоспособного населения Чжуншаня работает в соседних городах Шэньчжэнь и Гуанчжоу, где аренда жилья стоит значительно дороже.
Территория современного Чжуншаня является исторической родиной многочисленных хуацяо, осевших в Гонконге, Макао, Юго-Восточной Азии, США и Канаде. Многие «заморские китайцы», особенно из Гонконга и Макао, покупают в Чжуншане квартиры в новых жилых комплексах.

## Административно-территориальное деление

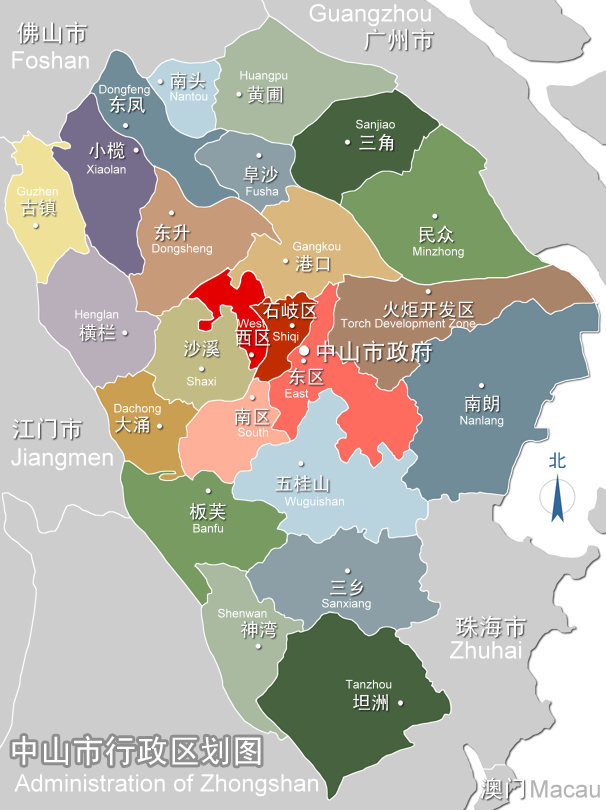
Административное деление Чжуншаня

Городской округ Чжуншань не имеет в своём составе единиц уездного уровня, а делится сразу на единицы волостного уровня — 6 уличных комитетов (в том числе 3 района, приравненные к уличным комитетам) и 18 посёлков. Все они неофициально объединены в пять городских зон:
- Зона Чжунсинь (Zhongxin) занимает центральную урбанизированную часть округа.
  - Ганкоу (Gangkou)
  - Сицю (Xiqu)
  - Шаси (Shaxi)
  - Шици (Shiqi)
  - Дунцю (Dongqu)
  - Наньцю (Nanqu)
  - Дачун (Dachong)
  - Вугуйшань (Wuguishan)

- Зона Дунбу (Dongbu) занимает восточную часть округа.
  - Чжуншанан (Zhongshangang)
  - Цуйхэн (Cuiheng)
  - Наньлан (Nanlang)

- Зона Наньбу (Nanbu) занимает южную часть округа.
  - Баньфу (Banfu)
  - Саньсян (Sanxiang)
  - Шэньвань (Shenwan)
  - Таньчжоу (Tanzhou)

- Зона Сибэй (Xibei) занимает северо-западную часть округа.
  - Дунфэн (Dongfeng)
  - Наньтоу (Nantou)
  - Фуша (Fusha)
  - Сяолань (Xiaolan)
  - Гучжэнь (Guzhen)
  - Хэнлань (Henglan)
  - Дуншэн (Dongsheng)

- Зона Дунбэй (Dongbei) занимает северо-восточную часть округа.
  - Хуанпу (Huangpu)
  - Саньцзяо (Sanjiao)
  - Миньчжун (Minzhong)

Городское правительство Чжуншаня расположено в районе Дунцю (также известен как Восточный район), коммерческая деятельность сосредоточена в районах Сицю (также известен как Западный район), Наньцю (также известен как Южный район) и Шици.

## Экономика
Чжуншань наряду с Дунгуанем и Фошанем известен как «Маленькие тигры Гуандуна». Близость Гонконга и Макао способствовала притоку иностранных инвестиций в обрабатывающую промышленность, недвижимость и инфраструктуру. В экономике округа доминируют иностранные и частные китайские компании, за которыми со значительным отрывом следуют поселковые компании и государственные предприятия. В 2010-х годах начался приток в Чжуншань компаний, работающих в сфере информационных и финансовых технологий; в городе широко представлены ведущие китайские банки и страховые компании, а также сети общественного питания, розничной торговли и различных услуг.
В Чжуншане базируются компании Mingyang Smart Energy (оборудование для ветроэнергетики), Huali Industrial Group (обувь) и Vatti (кухонная техника).

### Промышленность

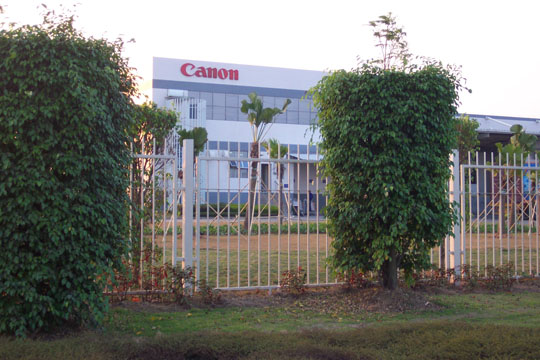
Завод Canon в Зоне развития высоких технологий

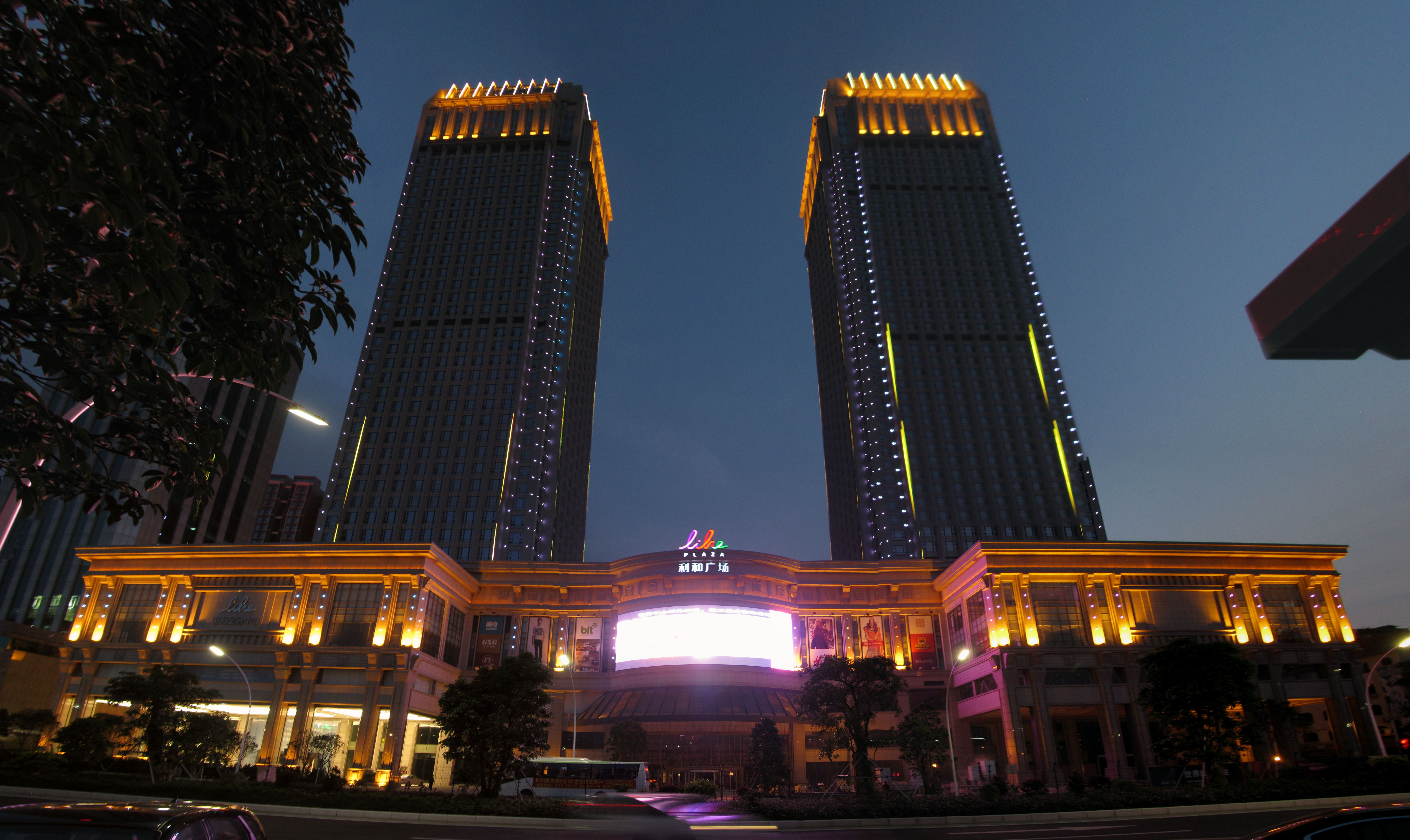
Международный финансовый центр Чжуншаня

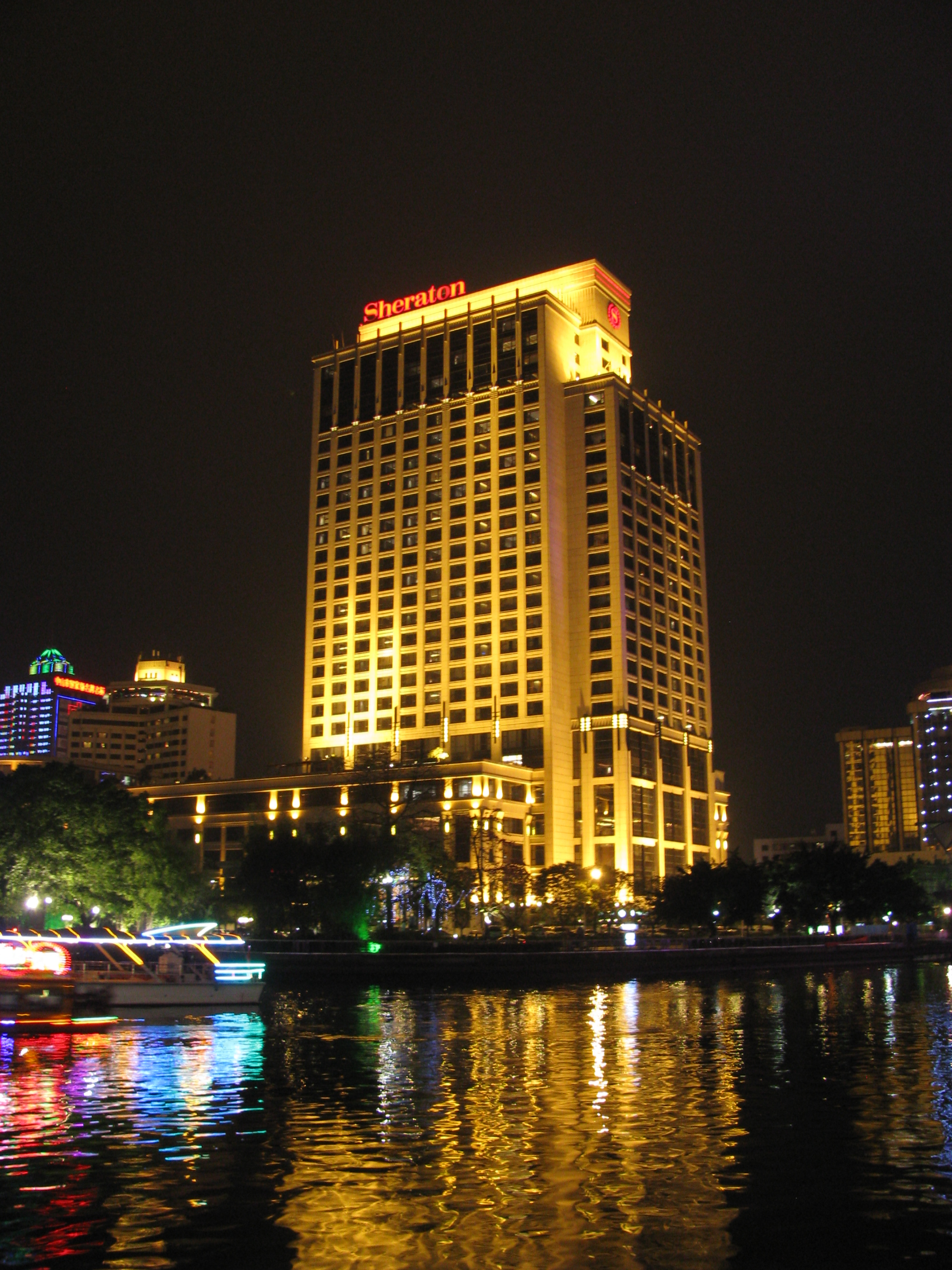
Отель Sheraton

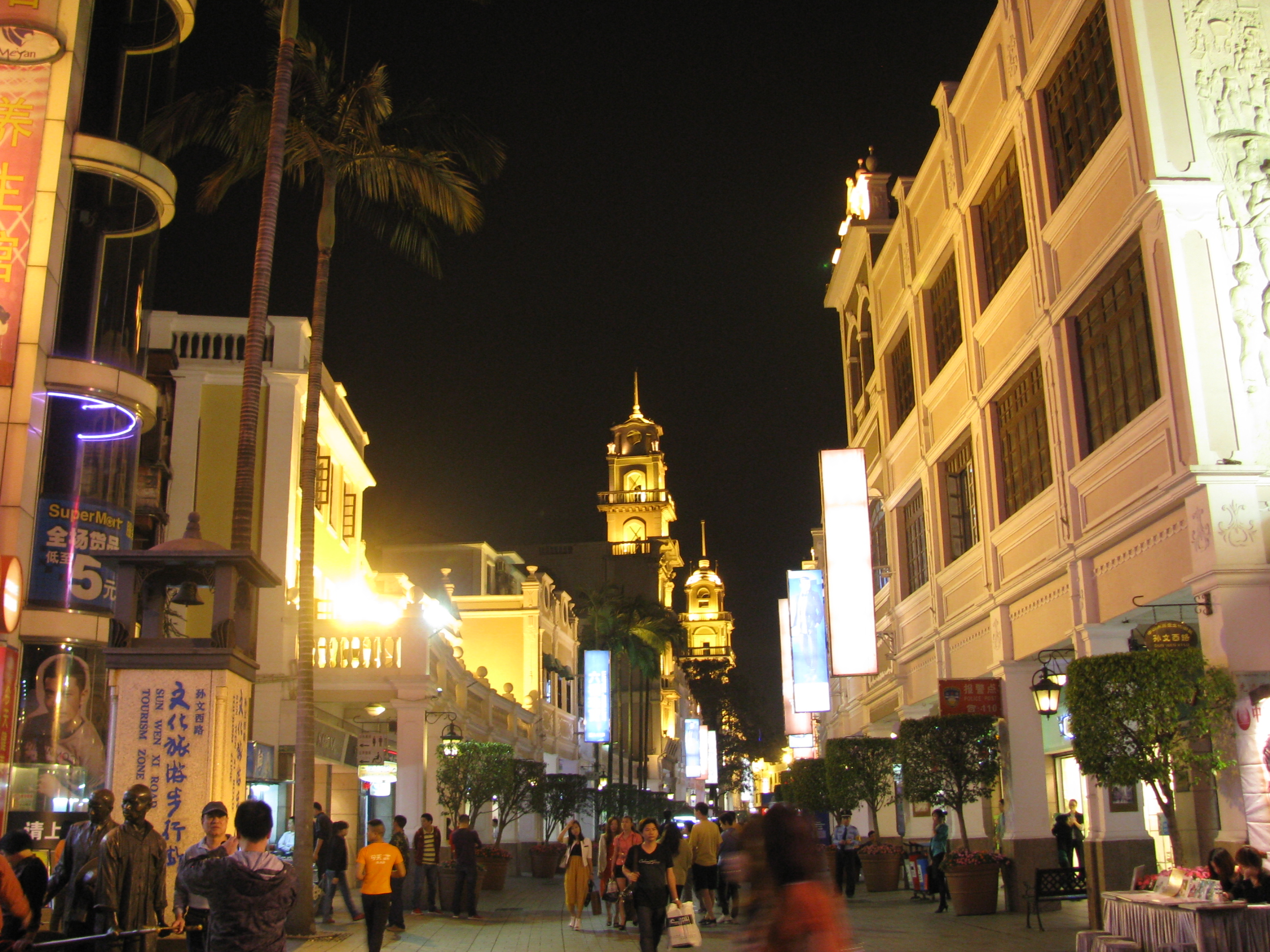
Суньвэнь-Вест-роуд

Новый жилой комплекс

Уникальной экономической особенностью Чжуншаня является стратегия «Одна отрасль в одном районе». Здесь получили широкое распространение районы и крупные промышленные парки, которые специализируются на производстве узкого спектра товаров или определённого продукта. Многие районы имеют репутацию ведущих производителей Китая в своей отрасли.
- Гучжэнь — светодиодное и внутреннее освещение;
- Дунфэн — бытовая электротехника;
- Дачун — деревянная мебель;
- Шаси — готовая одежда, особенно джинсовые штаны и рубашки;
- Сяолань — замки, мебельная фурнитура, аудиотехника;
- Хуанпу — пищевые продукты.

В районе Чжуншанан (он же Чжанцзябянь) базируется Zhongshan Torch Hi-tech Industrial Development Zone, которая специализируется на производстве электроники и электротехники. В зоне расположены штаб-квартиры компаний Mingyang Smart Energy — одного из крупнейших в Китае производителей ветрогенераторов и Tongyu Communication — крупного производителя антенн и другого оборудования связи. Также здесь расположены предприятия компаний Wistron, Canon и многих других.
В Сяолане базируется компания Vatti — крупный производитель кухонного оборудования (плит, водонагревателей, посудомоечных машин, вентиляторов). Также здесь производится аудиотехника и электроника под марками Philips, Toshiba, Onkyo, Samsung Electronics, JBL и Klipsch, системы освещения компаний Everlight Electronics, Forest Lighting, Honbro Technologies, Poso Lighting и Guangyang Appliances.
Район Гучжэнь производит 70 % всех осветительных приборов в Китае. Лампы, светильники и люстры из Гучжэня экспортируются в более чем 200 стран и регионов мира. В Гучжэне зарегистрировано около 30 тыс. промышленных и торговых предприятий, из которых 24 тыс. занимаются производством и продажей осветительных приборов. Среди крупнейших производителей осветительного оборудования, которые базируются в районе — Opple Lighting, Huayi Lighting, Senqiu Lighting и BECO Lights.

### Строительство и недвижимость
В Чжуншане возводится много офисной, торговой и жилой недвижимости. Самыми высокими зданиями города являются Международный торговый центр в Гучжэне (305 м), Perfect Golden Eagle Square (238 м), две башни Международного финансового центра в Дунцю (220 м).
Крупнейшими операторами недвижимости в округе являются China Vanke, Wing On, Agile Property и Poly Developments and Holdings. Росту новых высотных жилых кварталов способствует высокий спрос со стороны жителей Гонконга и Макао, а также популярность Чжуншаня среди зажиточных пенсионеров Северного Китая, которые стремятся провести старость в тёплых краях.

### Туризм
В Чжуншане расположены престижные отели международных сетей, в том числе Sheraton, Hilton, The Westin, Shangri-La, Crowne Plaza, Hampton, Holiday Inn и Kyriad.
В районе Саньсян расположены два курортных комплекса с природными термальными источниками, которыми управляет местная компания Zhongshan Hot Springs Resort. Сюда съезжаются отдыхающие со всего Гуандуна и даже из соседнего Гонконга.
В округе расположен парк развлечений Changjiang Paradise, в состав которого входит большой аквапарк. Рядом находится престижный загородный клуб Agile Golf & Country Club.

### Розничная торговля
В Шици пролегает пешеходная Суньвэнь-Вест-роуд (Суньвэнь-Силу), на которой сосредоточены модные магазины одежды, обуви, аксессуаров, спортивных товаров, ювелирных изделий и сувениров (на этой же улице расположен многоэтажный торговый центр Zhongtian Square). По обеим сторонам улицы тянутся отреставрированные дома в колониальном стиле «договорных портов». Рядом расположены торговые улицы Миньцзу и Фэнъюань (одежда, обувь, спортивные товары, изделия из нефрита, салоны красоты).
В Чжуншане широко представлены торговые центры Aeon и Holiday Square, универмаги Parkson и Yihua, супермаркеты Vanguard, JUSCO и ParknShop. Почти во всех районах округа имеются традиционные фруктовые, овощные, цветочные и «мокрые» (морепродукты) рынки.

### Энергетика
Основу энергетики округа составляют крупные газовые ТЭС «Цзямин Хэнмэнь» (Jiaming Hengmen Power Station), «Саньцзяо» (Sanjiao Power Station) и «Миньчжун» (Minzhong Thermal Power Station).

### Сельское хозяйство
В округе выращивают рис, личи, бананы, сахарный тростник, овощи и хризантемы, разводят домашнюю птицу, свиней и морепродукты. Район Сяолань известен в Гуандуне как «Город хризантем». Чжуншань является крупным поставщиком свежих овощей на рынки Макао и Гонконга.

## Транспорт

### Железнодорожный транспорт
Через Чжуншань пролегает скоростная железнодорожная линия Гуанчжоу — Чжухай (станции расположены в районах Наньтоу, Сяолань, Дуншэн, Шици, Наньлан и Гучжэнь).

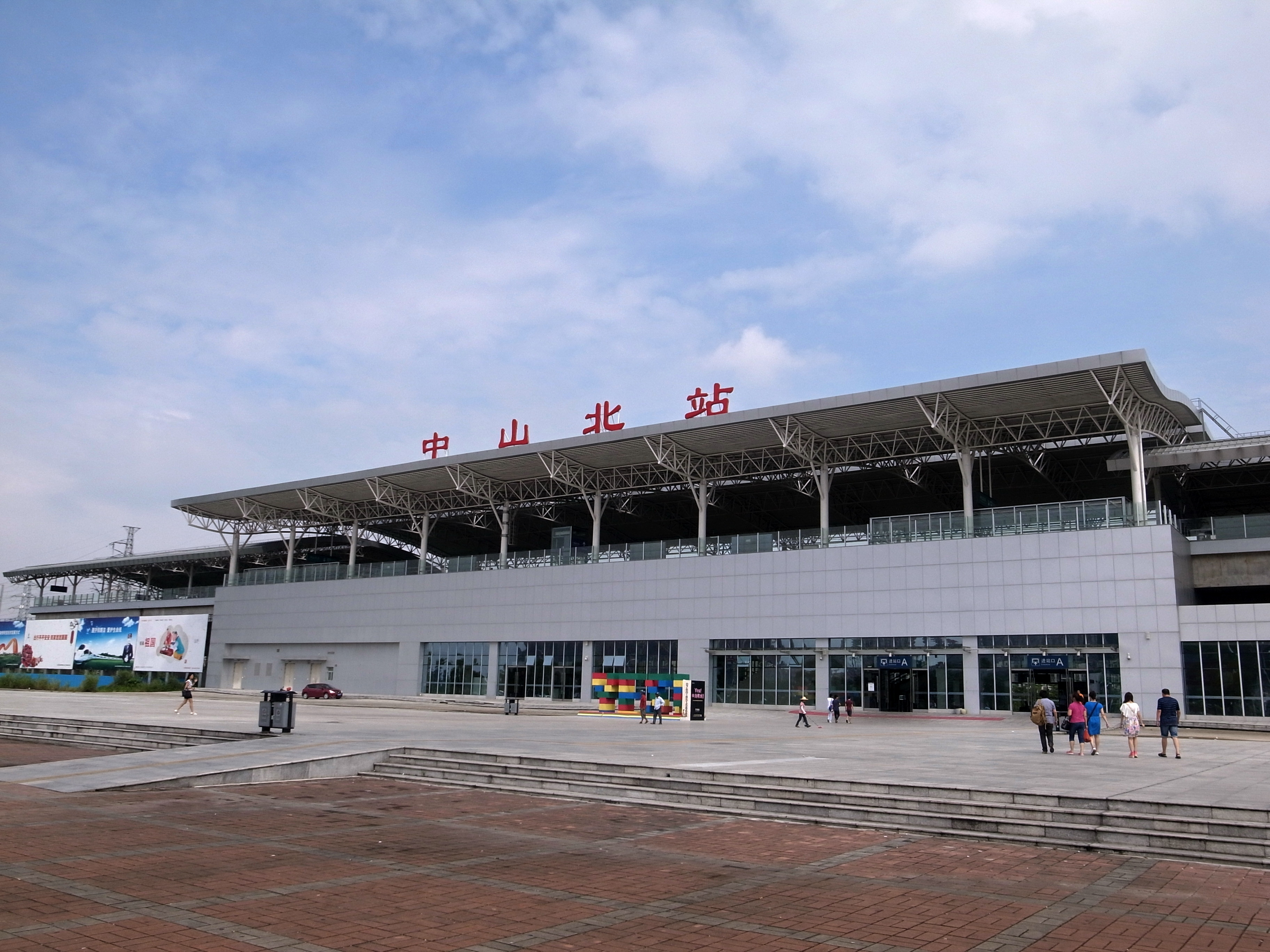
Станция Чжуншань Северный
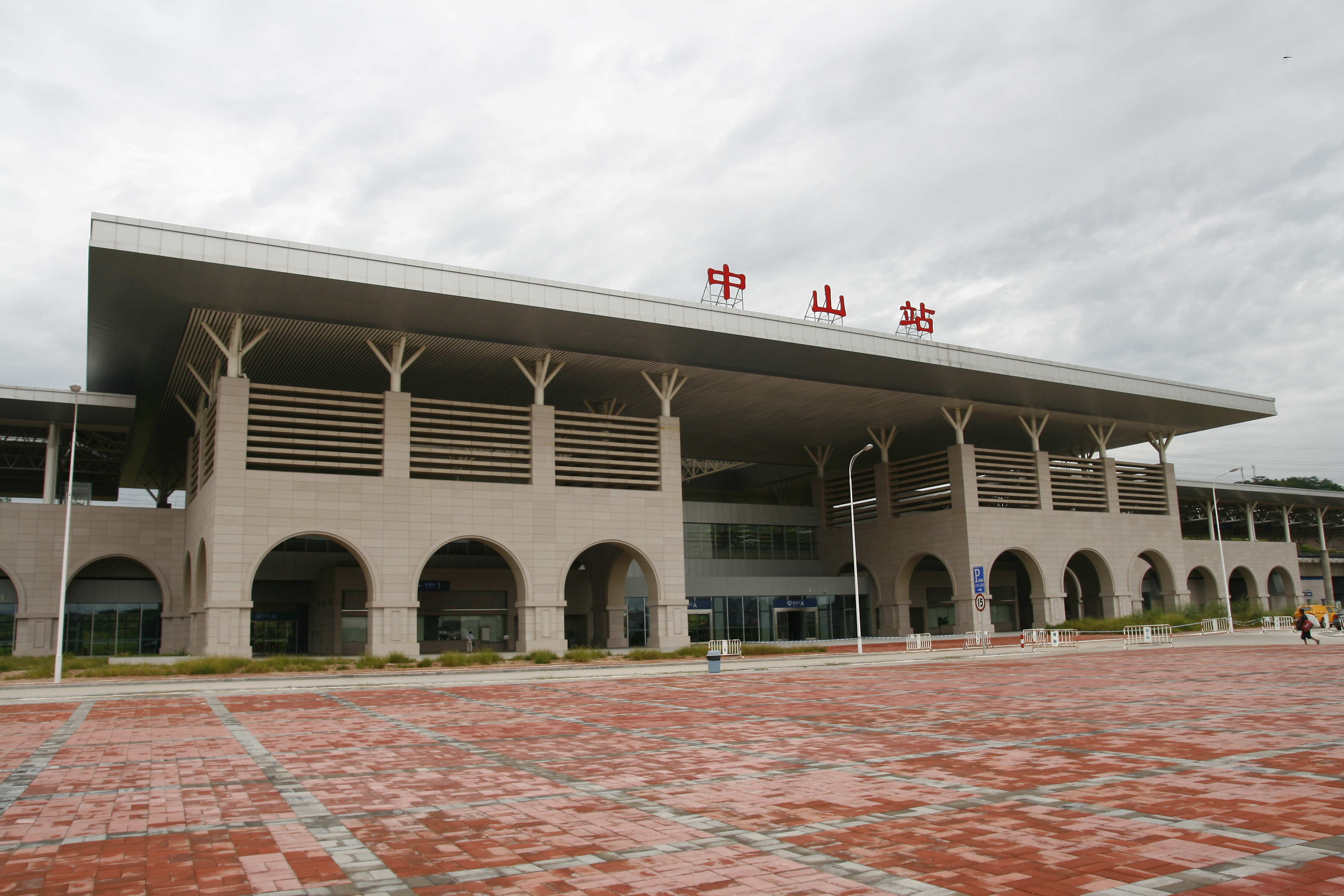
Станция Чжуншань
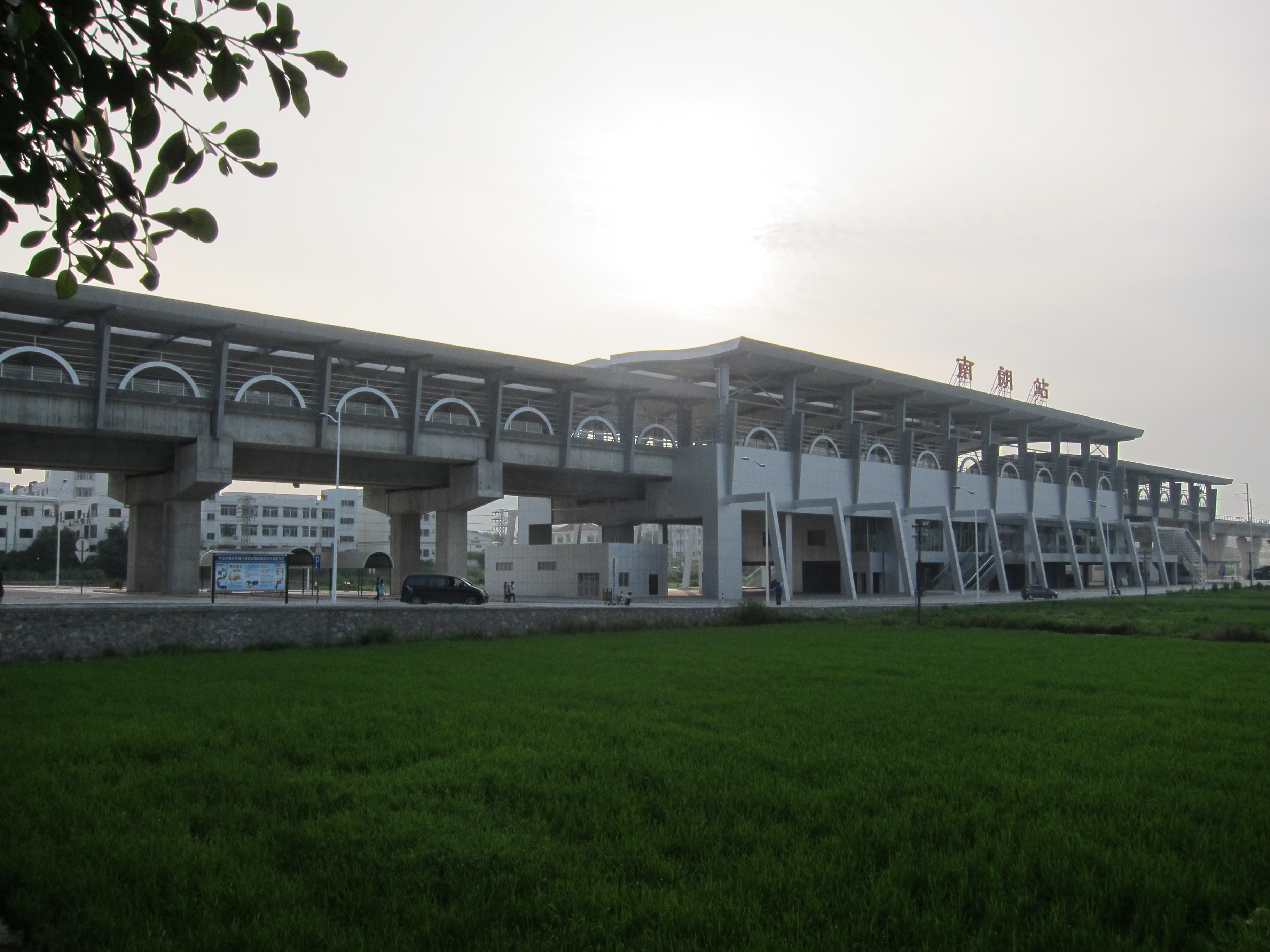
Станция Наньлан

### Автомобильный транспорт

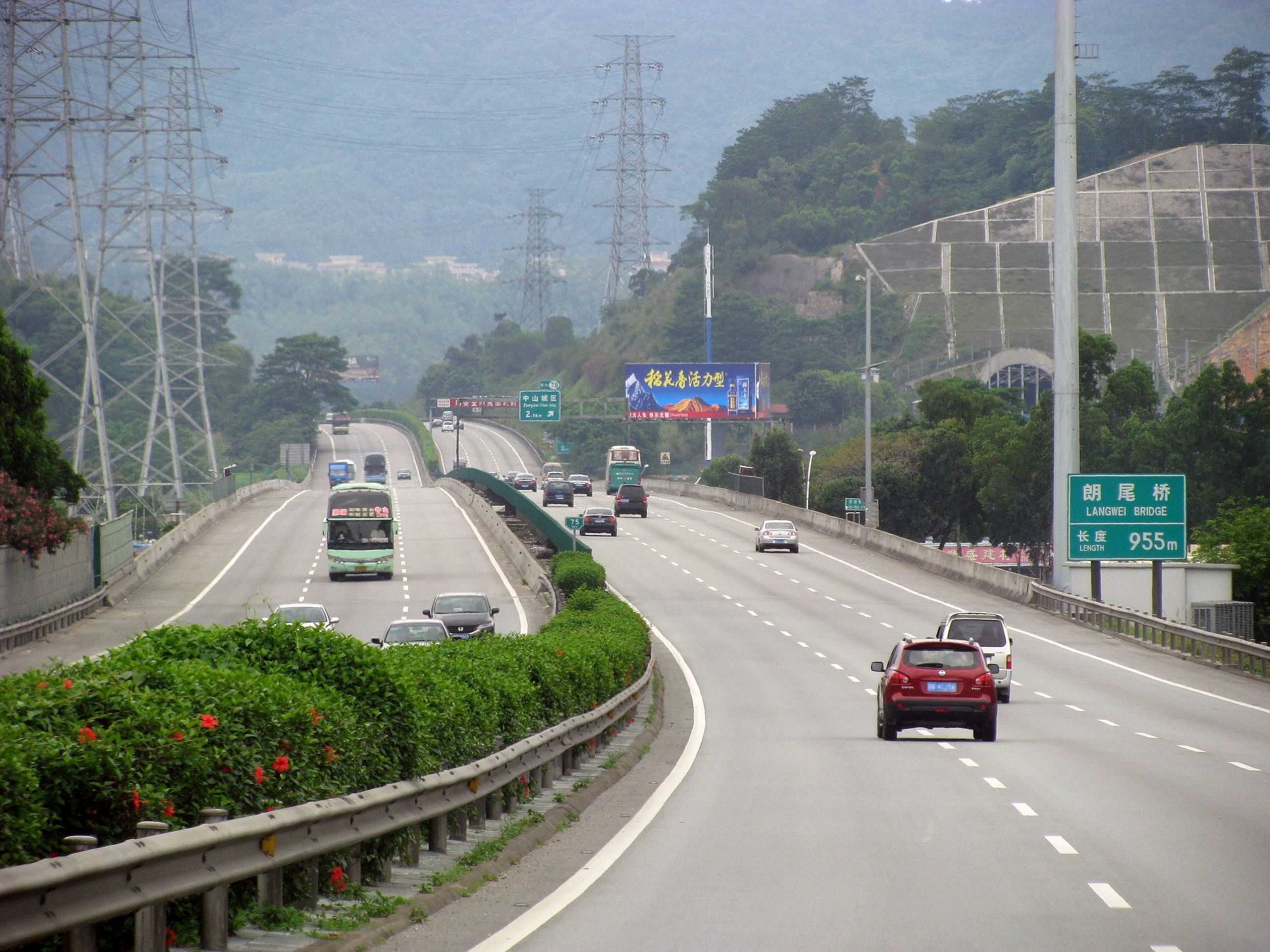
Магистраль Гуанчжоу — Макао

Через территорию Чжуншаня проходят национальные шоссе Годао 105 (Пекин — Чжухай), G04 Вест (Гуанчжоу — Чжухай — Макао) и G94 (кольцевая магистраль «Дельта Жемчужной реки»), а также провинциальные автомагистрали S6, S26, S32 и S43.
С декабря 2016 года шло строительство автомобильного перехода Чжуншань — Шэньчжэнь, пересекающего дельту Жемчужной реки. В 2024 году переход введён в эксплуатацию.

### Общественный транспорт
Основную часть автобусных перевозок осуществляет местная компания Zhongshan Public Transport Group. Имеются регулярные автобусные рейсы в Шэньчжэньский и Гонконгский аэропорты.

### Морской транспорт

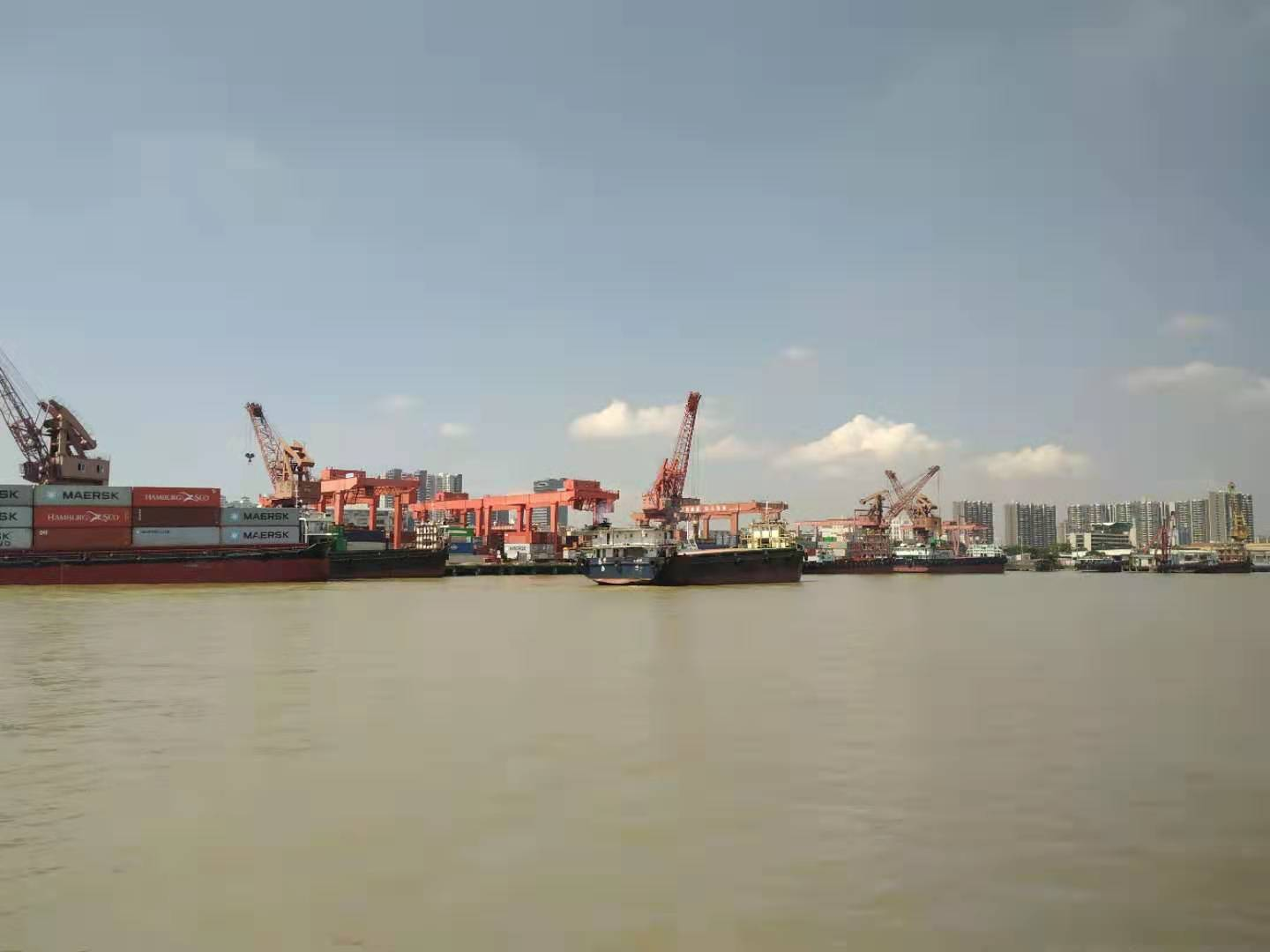
Порт Чжуншаня

Речной порт Чжуншаня, которым управляет компания Zhongshan Port & Shipping Enterprise Group, имеет контейнерный и пассажирский терминалы. Фактически он является филиалом гигантского порта Гуанчжоу, расположенного в соседнем районе Наньша.
Гонконгская компания Chu Kong Passenger Transport осуществляет паромное сообщение между Чжуншанем и Гонконгом.

### Велосипедный транспорт
Многие жители округа имеют собственные велосипеды. Также широко распространены система совместного использования велосипедов и услуги велорикш. Ведётся активное строительство выделенных велодорожек.

## Наука и образование

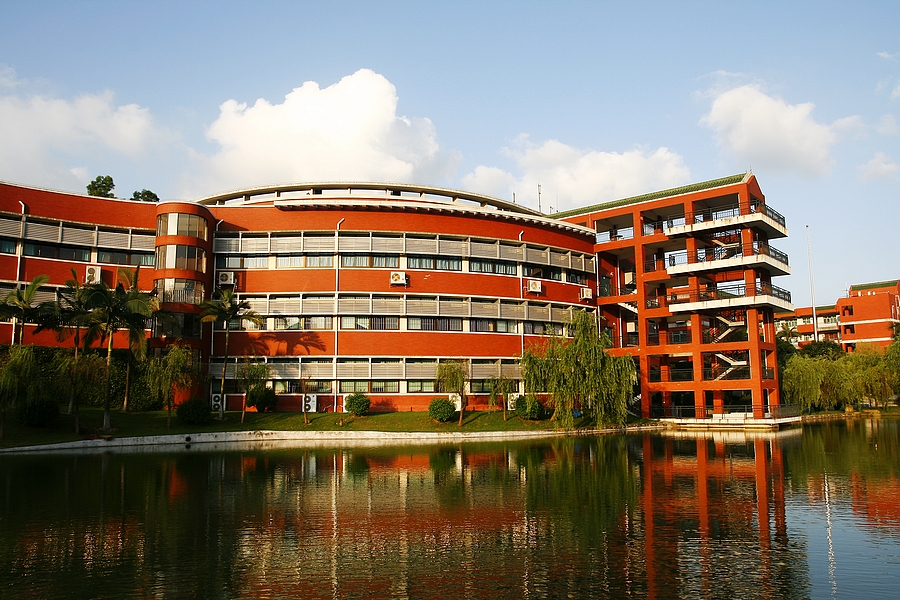
Средняя школа имени Сунь Ятсена

В Чжуншане имеется развитая сеть государственных и частных детских садов, начальных и средних школ, профессиональных училищ и высших учебных заведений.
- Чжуншаньский политехнический институт
- Кампус Гуандунского фармацевтического университета
- Кампус Гуандунского политехнического института
- Кампус Научно-технологического университета электроники

## Здравоохранение
Подавляющее большинство населения округа охвачено медицинским страхованием. Имеется хорошо развитая сеть государственных районных поликлиник, специализированных больниц, частных больниц, стоматологических клиник, а также больниц традиционной китайской медицины и ветеринарных клиник.

## Культура
- Музей Чжуншаня
- Музей китайского радио

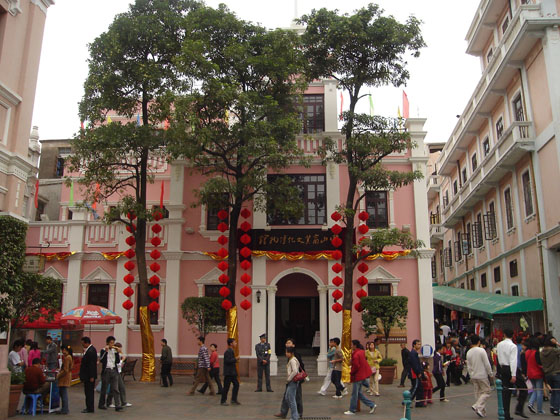
Музей коммерческой культуры Сяншань

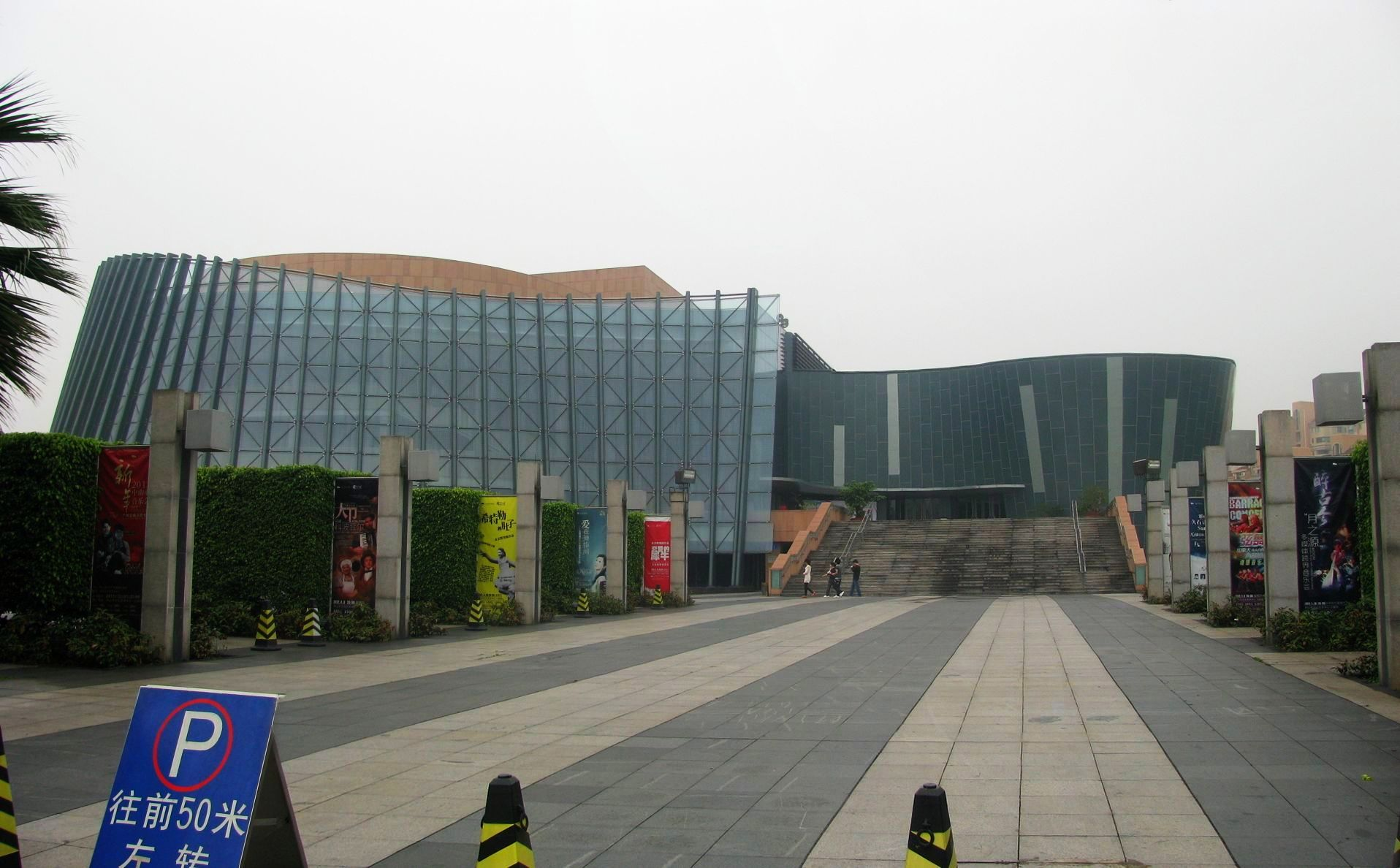
Чжуншаньский культурно-художественный центр

- Музей коммерческой культуры Сяншань
- Музей искусств Чжуншаня
- Чжуншаньский культурно-художественный центр
- Чжуншаньский киноцентр
- Мемориальная библиотека Сунь Ятсена

## Достопримечательности

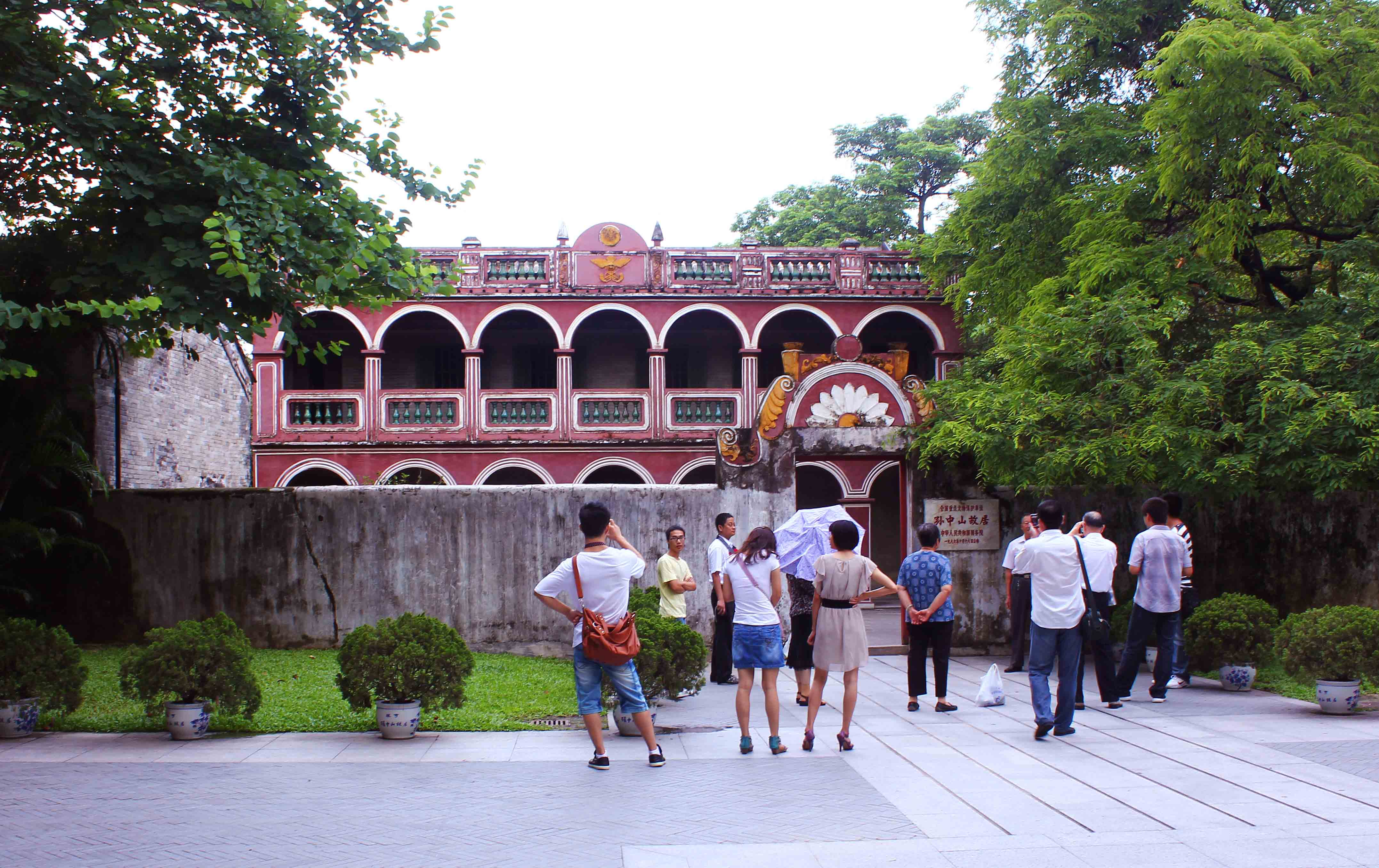
Музей «Бывшая резиденция Сунь Ятсена»

В районе Цуйхэн, который лежит в 17,6 километра к востоку от урбанизированной территории, расположен Мемориальный музей «Бывшая резиденция Сунь Ятсена» (孙中山故居纪念馆), основанный в 1956 году и с 1986 года имеющий статус Охраняемого памятника КНР.
В Мемориальном парке Сунь Ятсена, который раскинулся в районе Дунцю, на холме возвышается огромная бронзовая статуя Сунь Ятсена, к которой ведёт богато декорированная лестница. В соседнем парке Цзималин имеется красивая пагода, цветочные клумбы и спортивный центр. В парке Чжуншань (Шици) на холме возвышается семиярусная пагода Фуфэн, построенная в 1608 году.
В старой части района Сяолань имеются садовые павильоны, очень популярные у туристов. Многие крыши и балконы домов в Сяолане украшены разнообразными сортами хризантем. Также в районе расположены мост Шуанмэй XIV века, храм Цзихоу эпохи императора Ваньли и храм Иньсю эпохи императора Канси.

## Спорт
В округе расположено несколько крупных спортивных арен, в том числе открытый стадион Чжуншаньского спортивного центра на 12 тыс. мест, крытый спортивный центр «Чжуншань Гимназиум» и крытый спортивный центр Сяоланя.

## Известные уроженцы
На территории современного Чжуншаня родились писатель и журналист Чжэн Гуаньин (1842), основатель Гоминьдана Сунь Ятсен (1866), премьер-министр Китайской республики Сунь Фо (1891), вирусолог и биолог Флосси Вонг (1947), актёр и режиссёр Фун Хакъон (1948), бегун Су Бинтянь (1989), теннисистка Сюй Шилинь (1998).

## Города-побратимы
- Бернаби
- Пунтаренас
- Кульякан
- Кэрнс
- Аламида
- Гонолулу
- Моригути

## Галерея

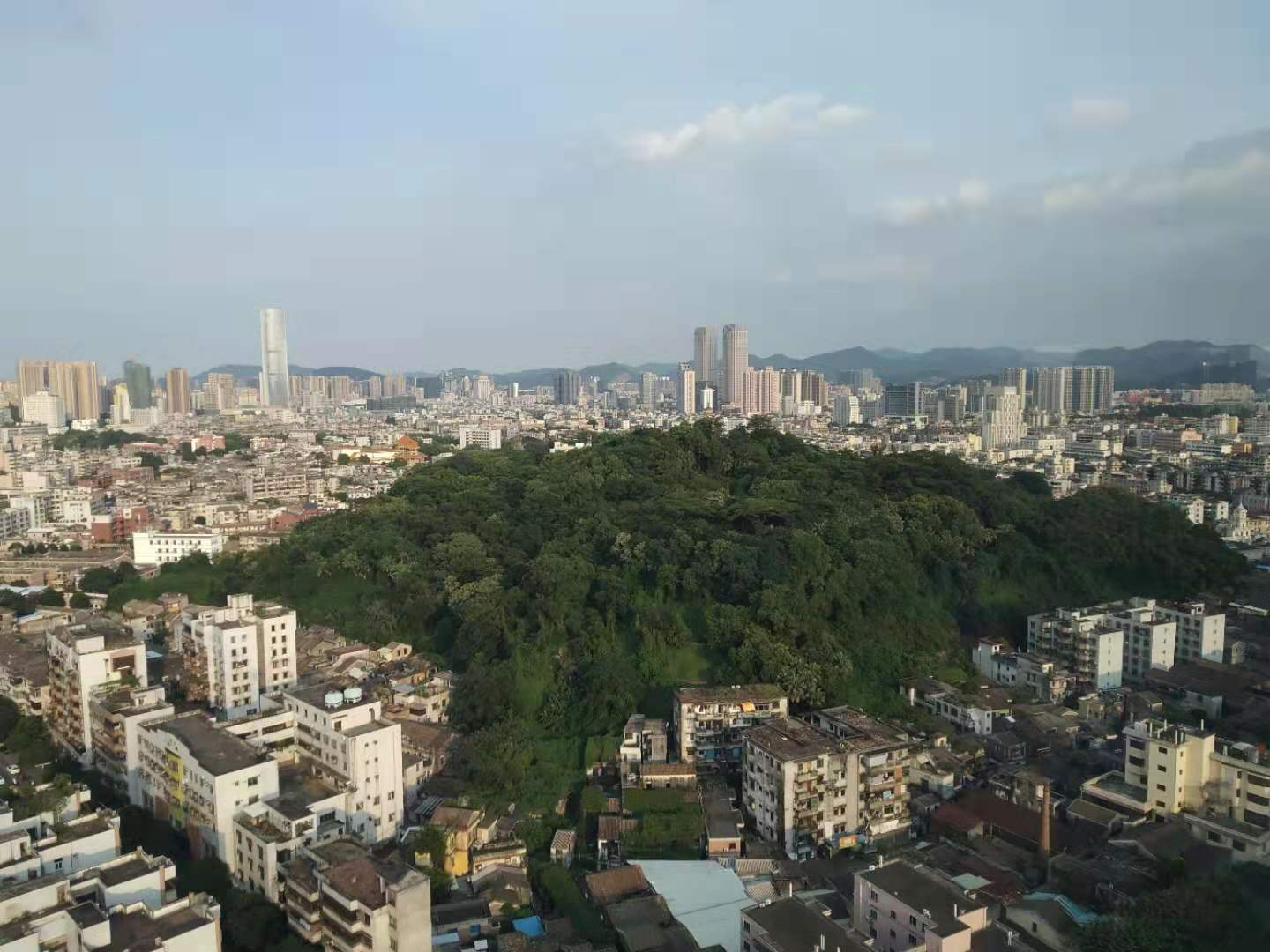
Парк Чжуншань
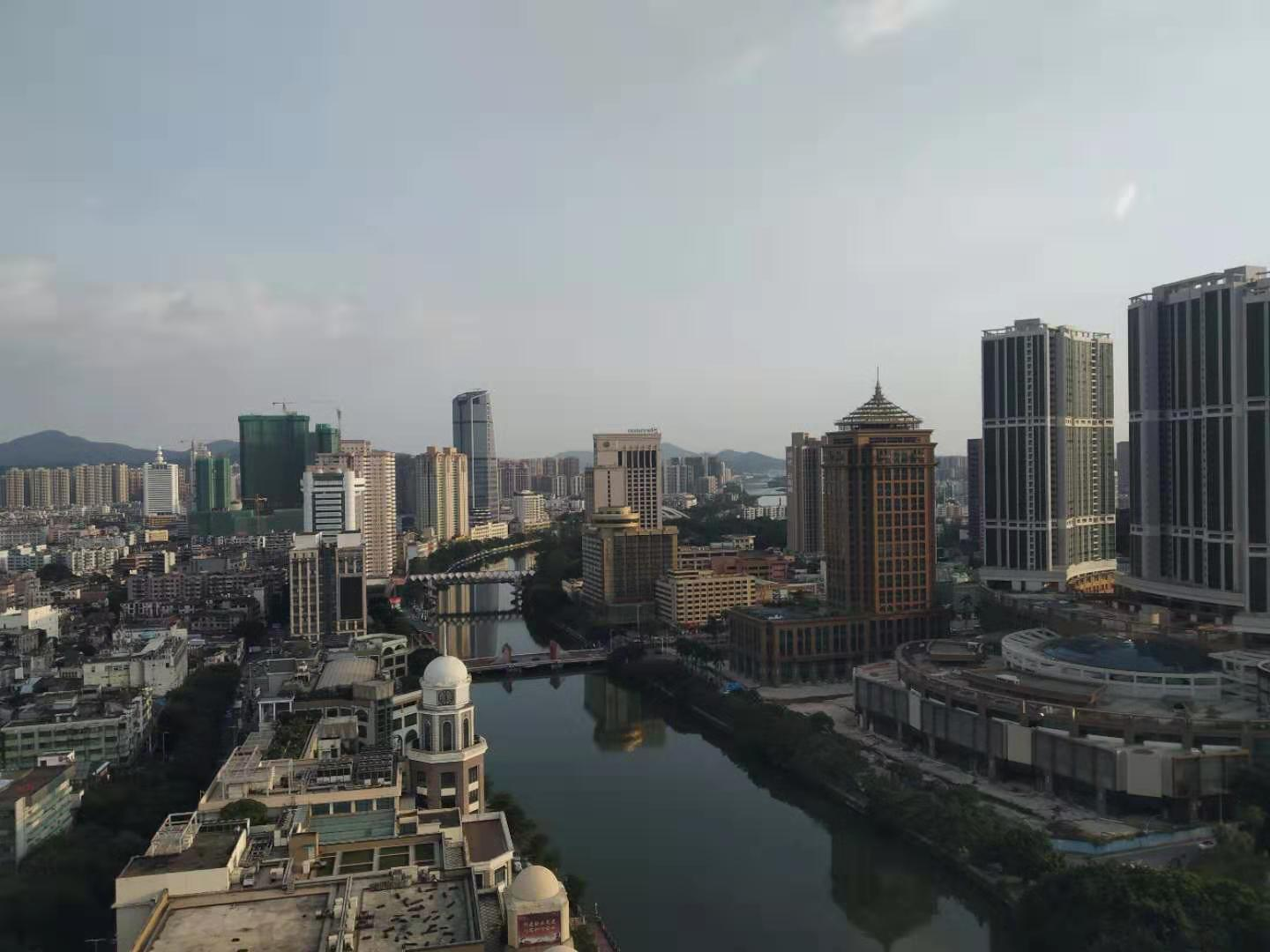
Деловой центр
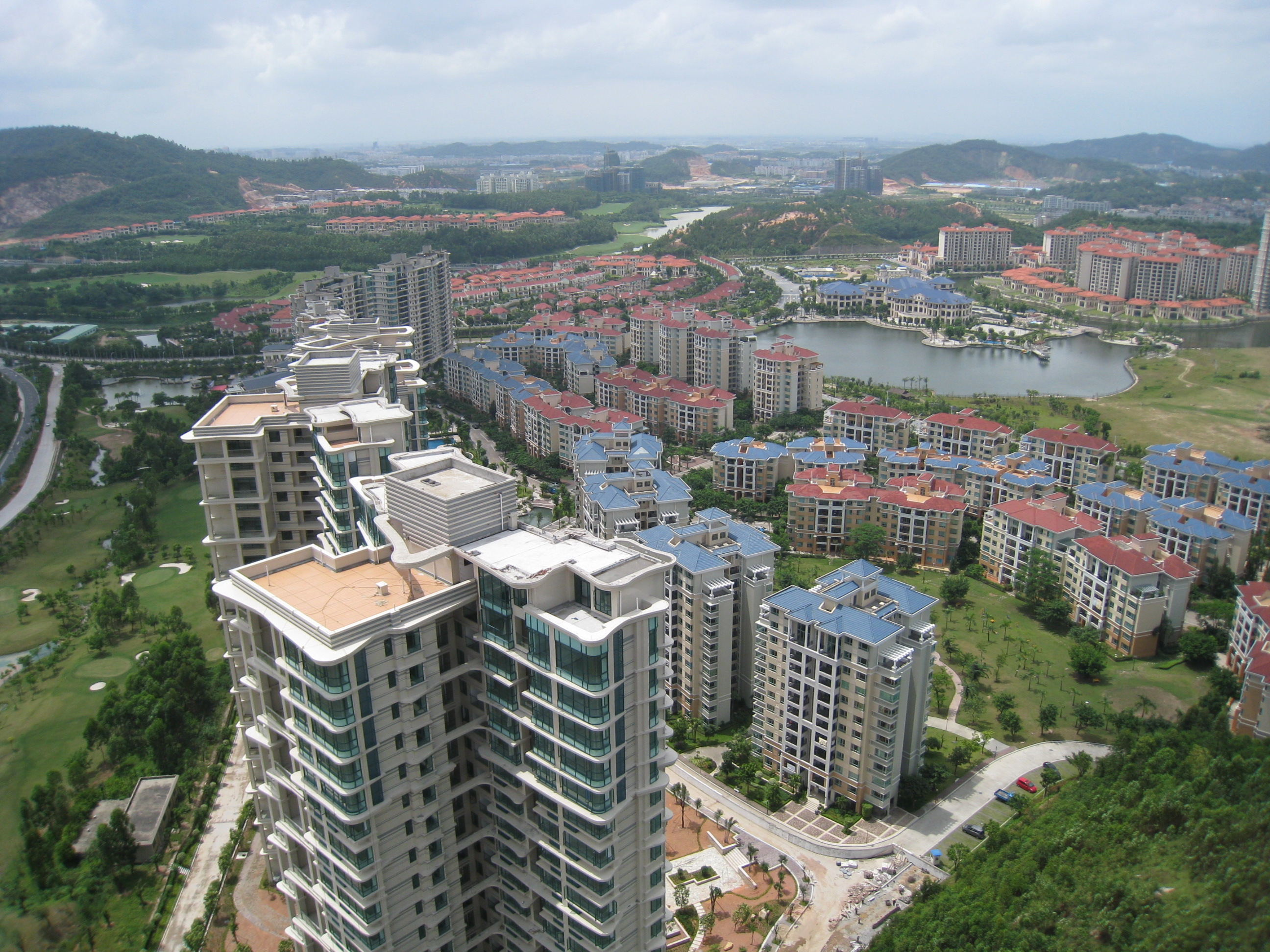
Новый жилой квартал
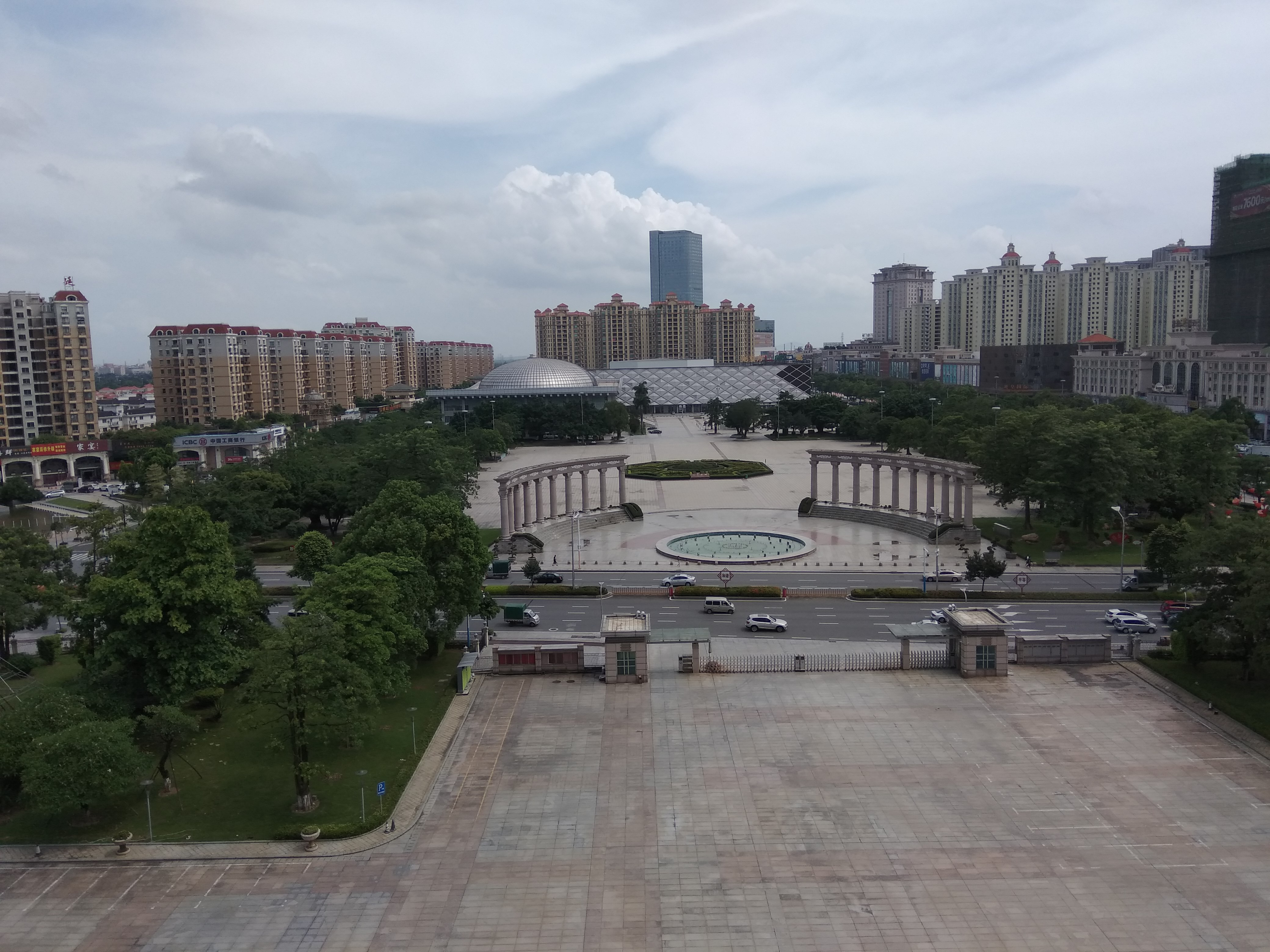
Центральная площадь Гучжэня
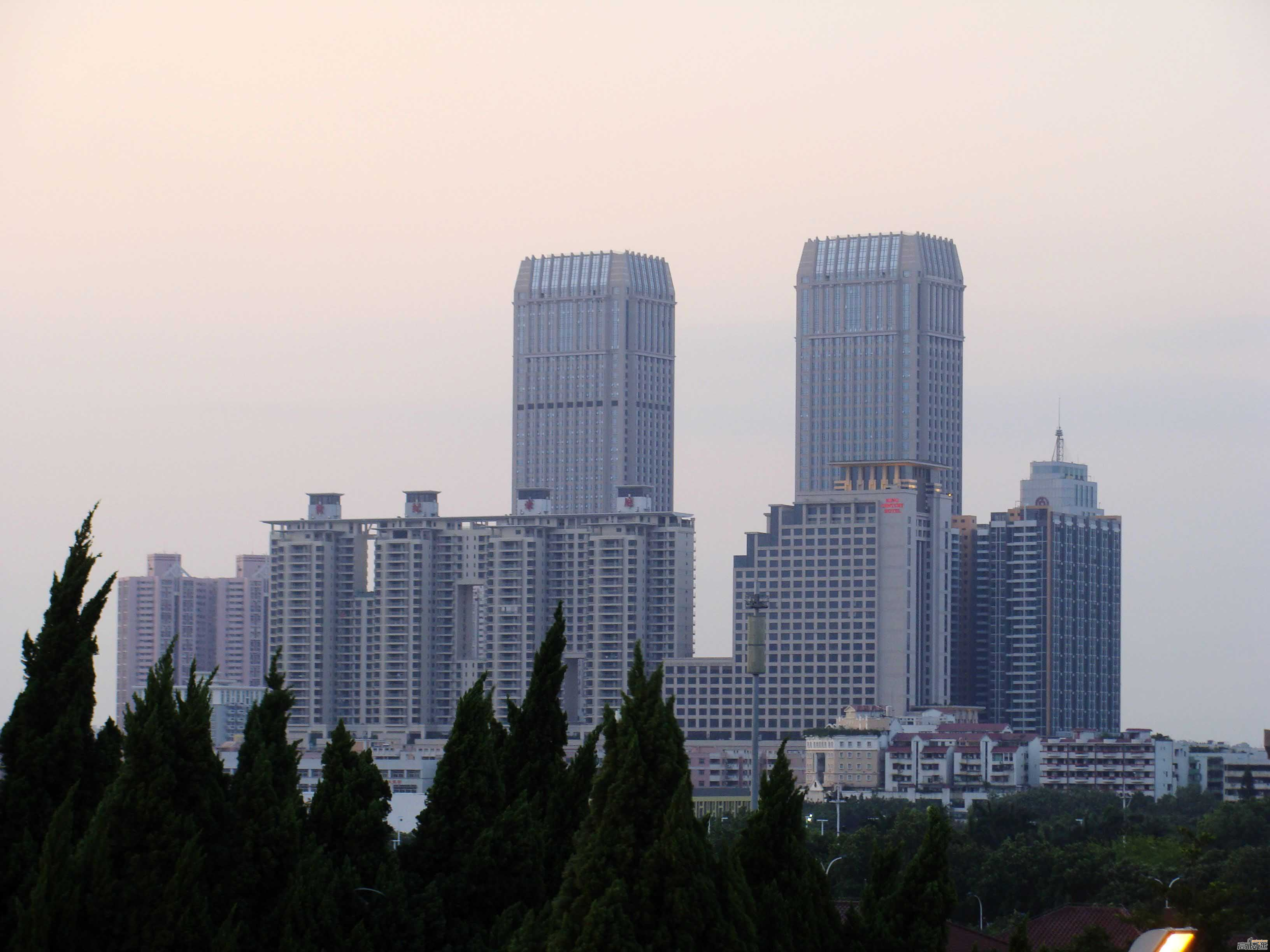
Lihe Plaza
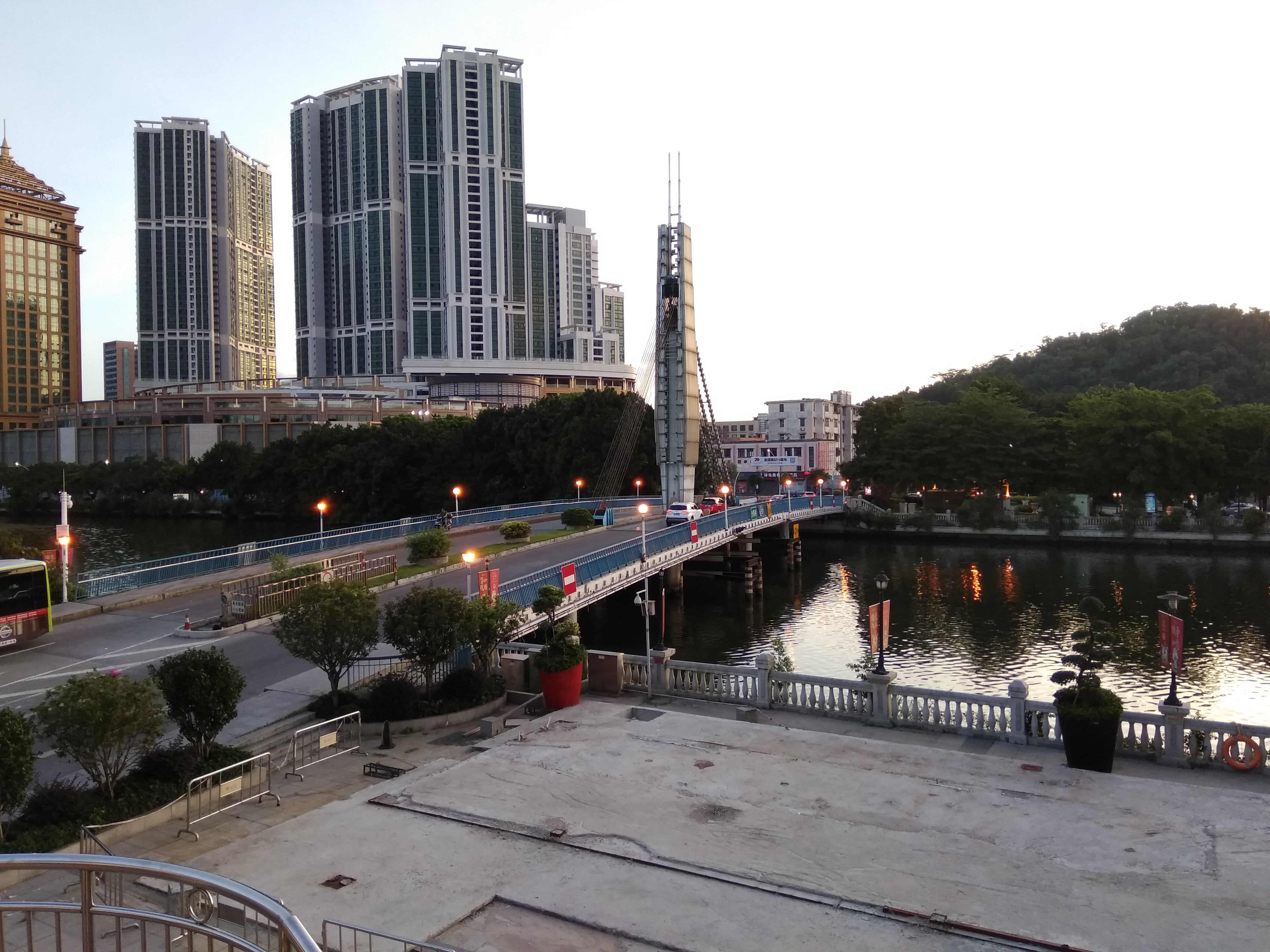
Жилой комплекс в Сицю
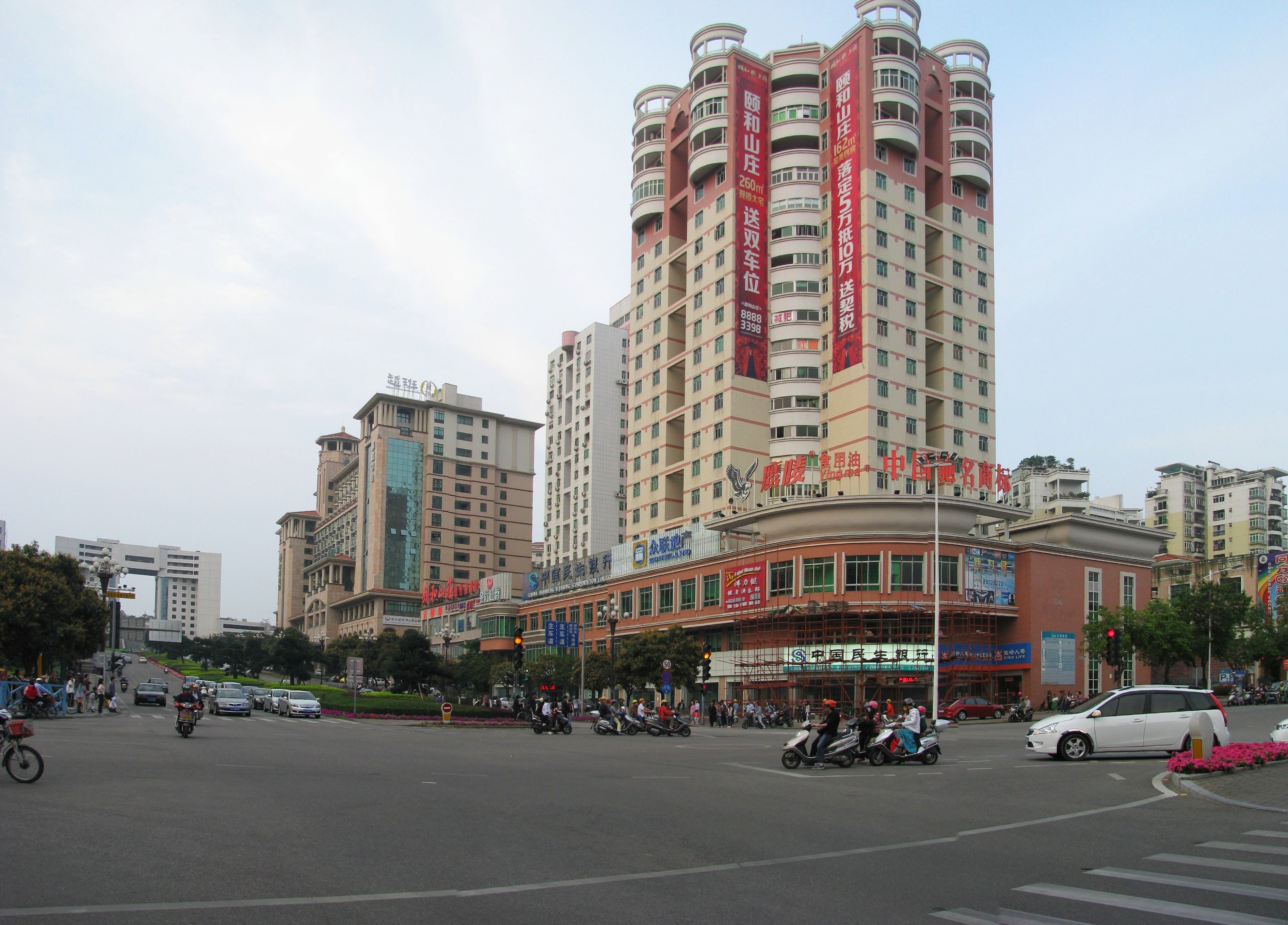
Улица в Дунцю
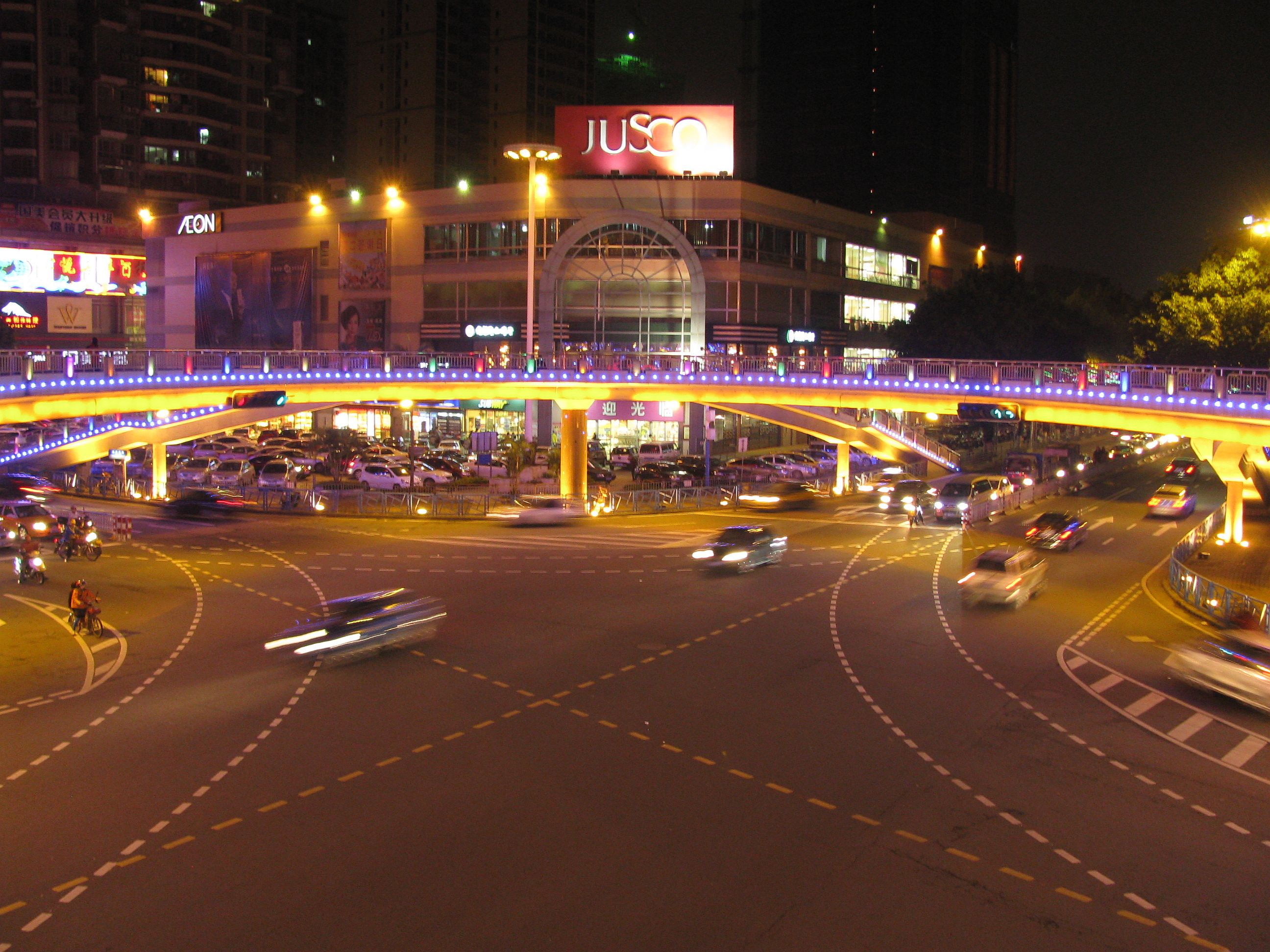
Перекрёсток в Шици
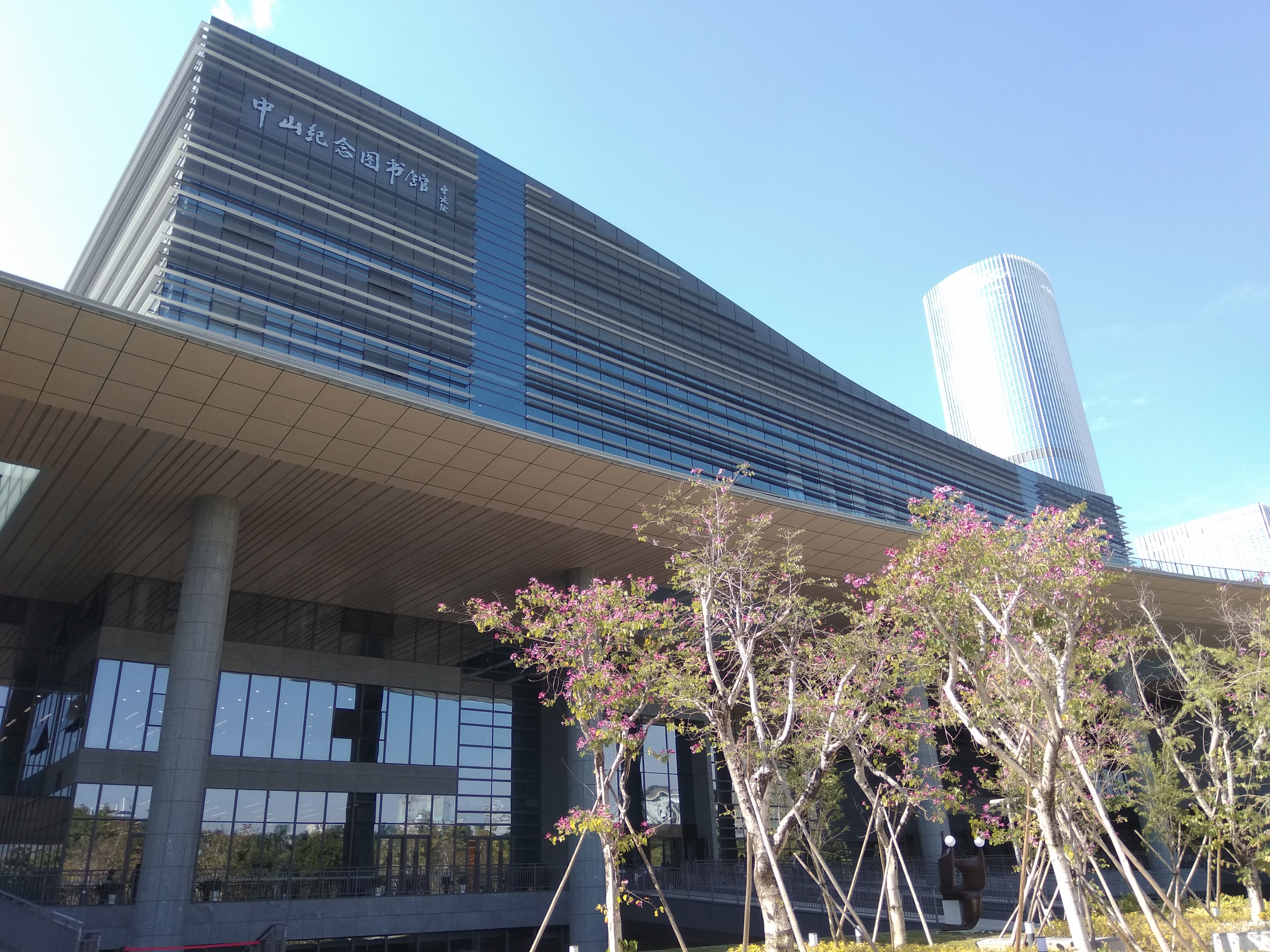
Мемориальная библиотека Сунь Ятсена
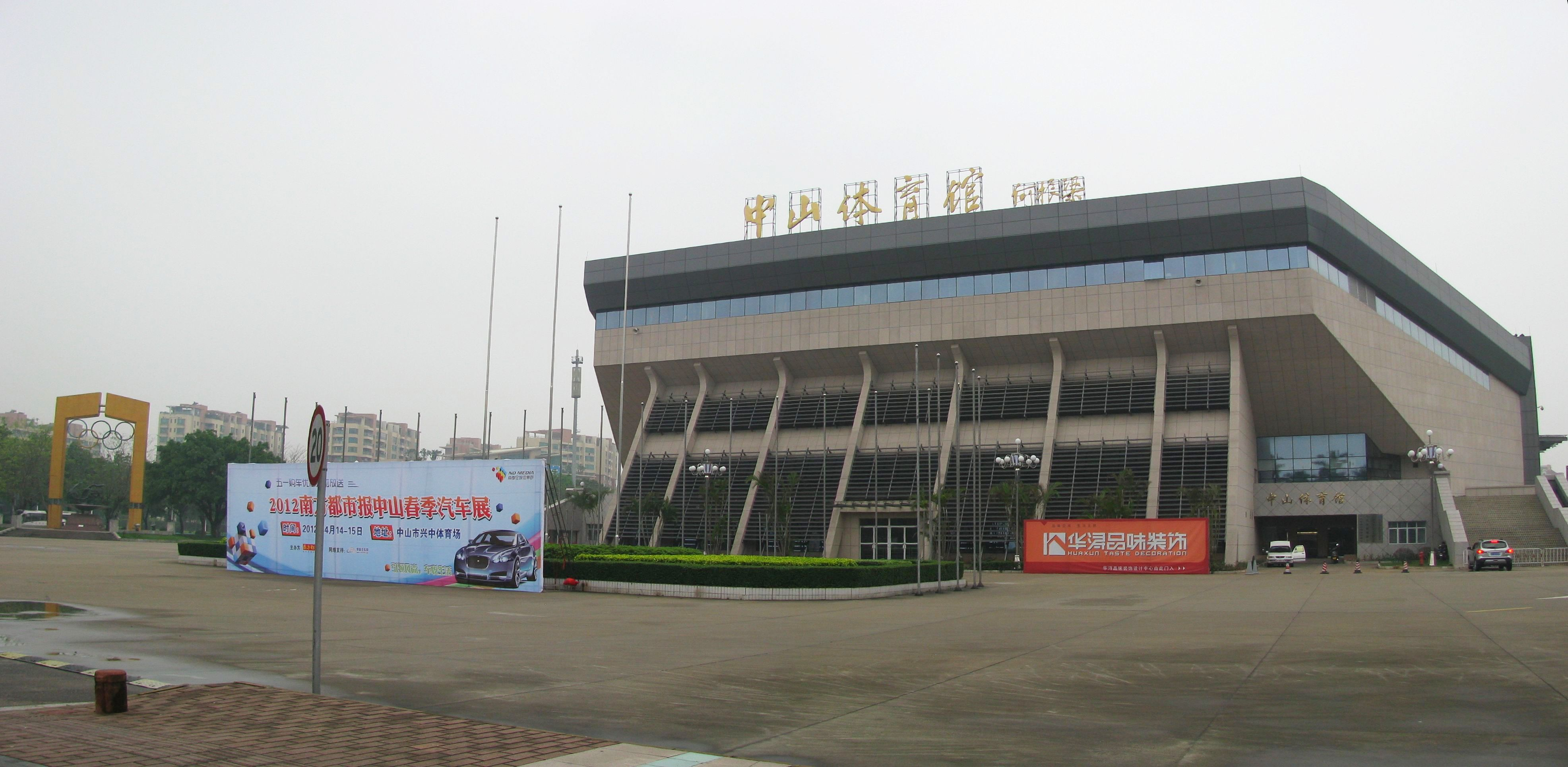
Чжуншань Гимназиум
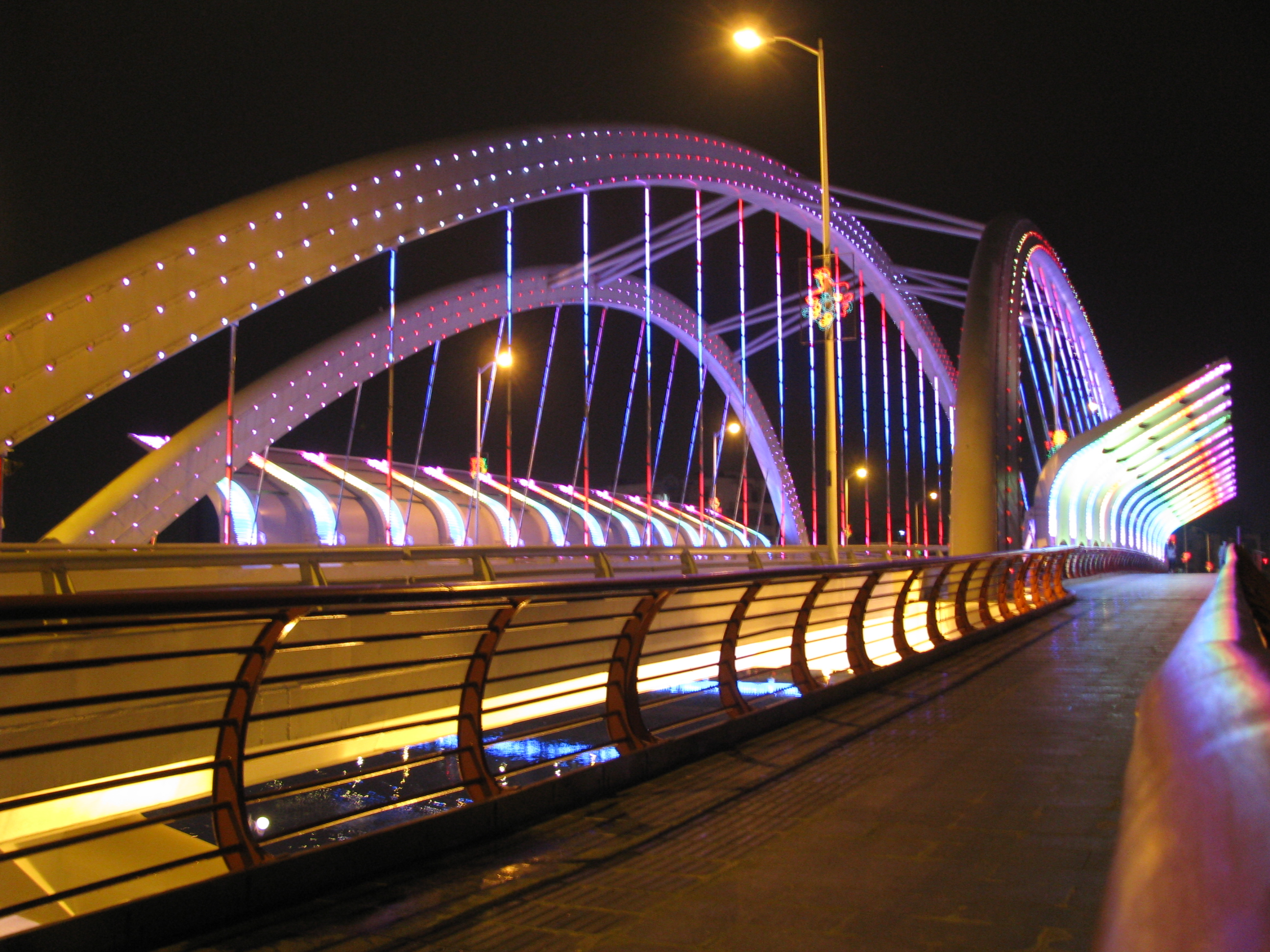
Мост через реку Шици
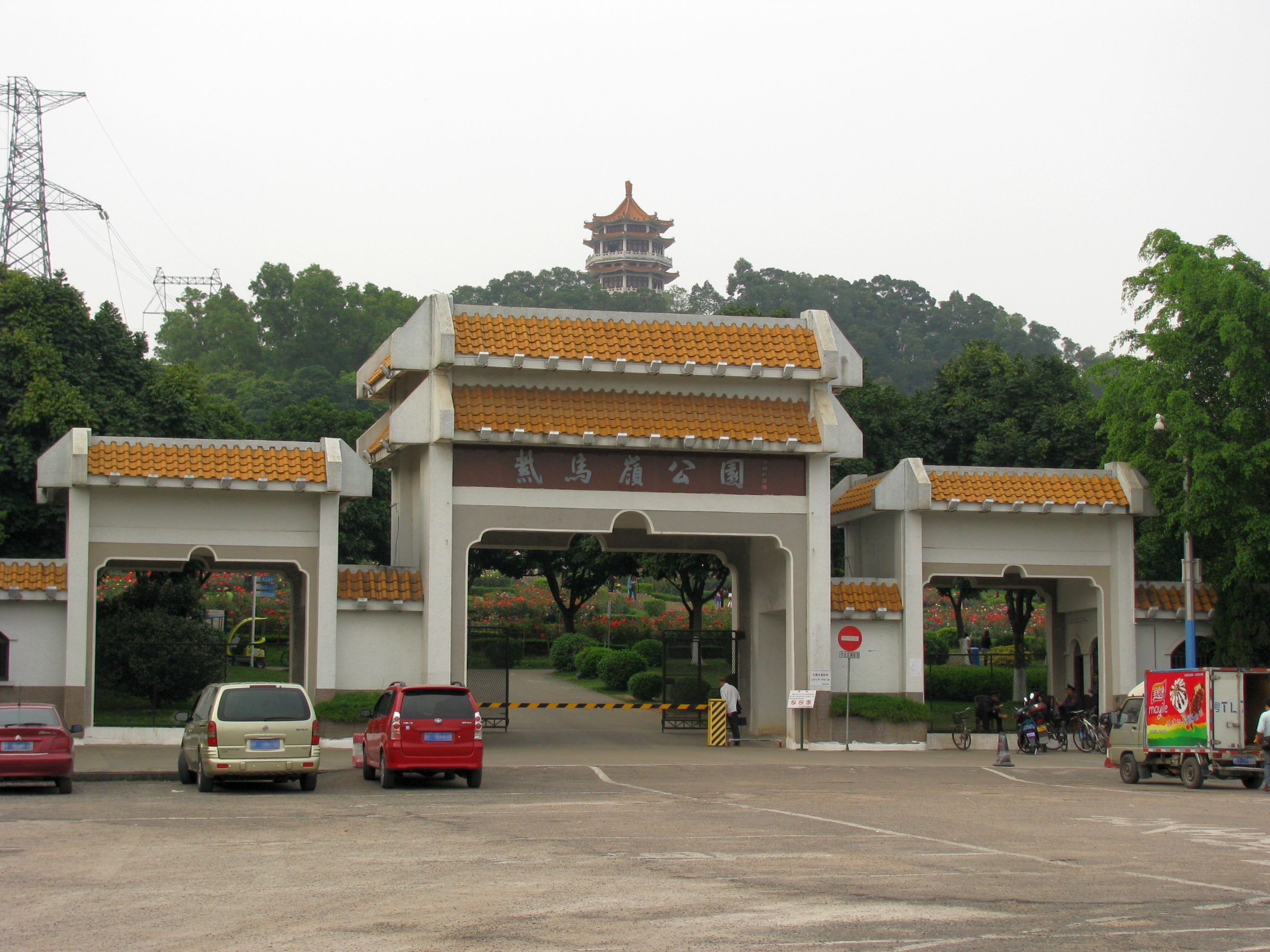
Парк Цзималин
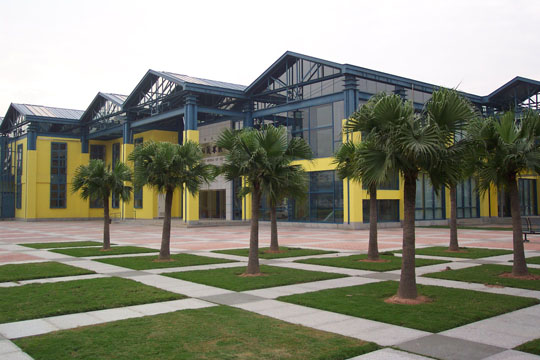
Музей искусств Чжуншаня
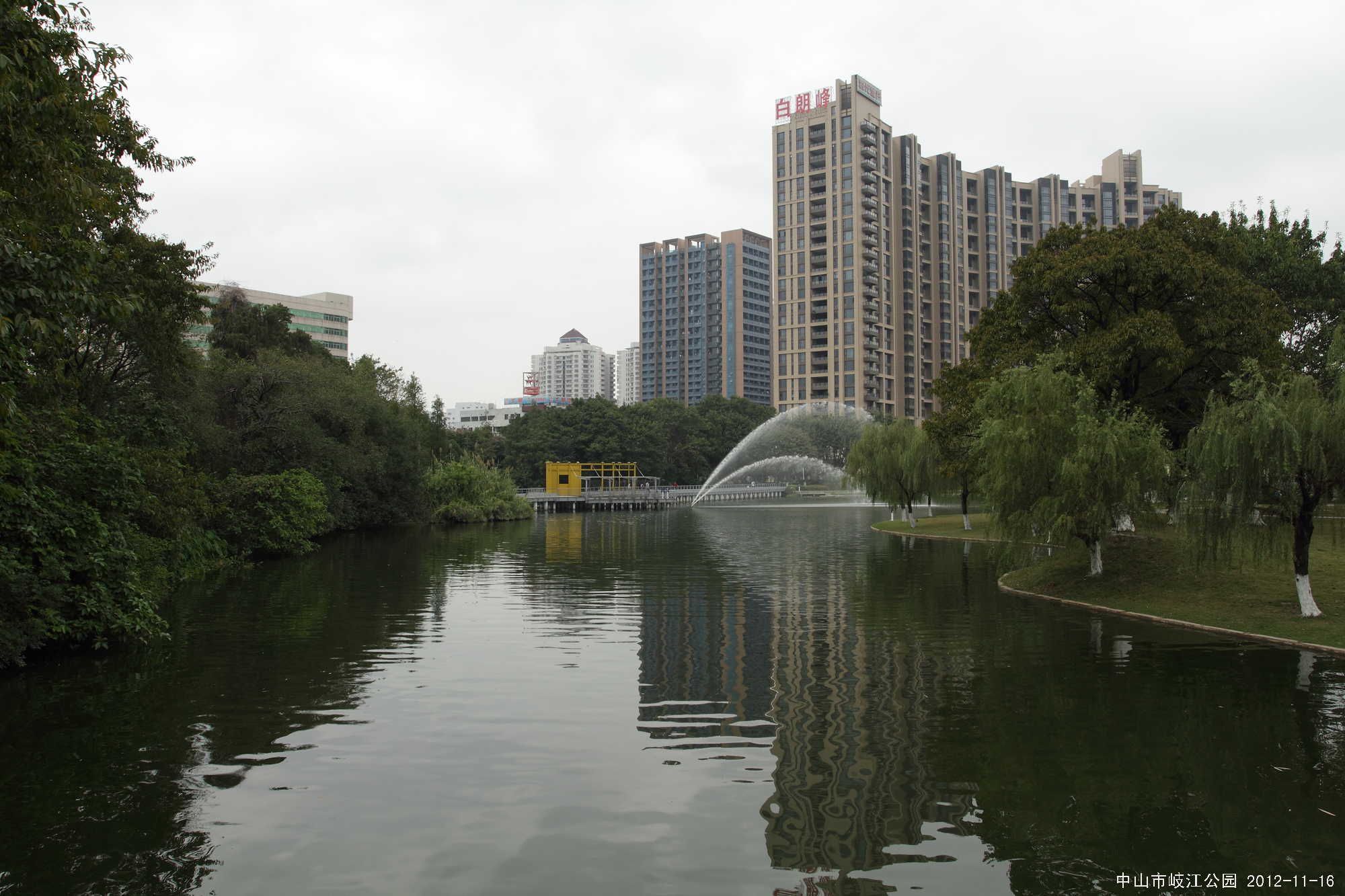
Парк Цицзян
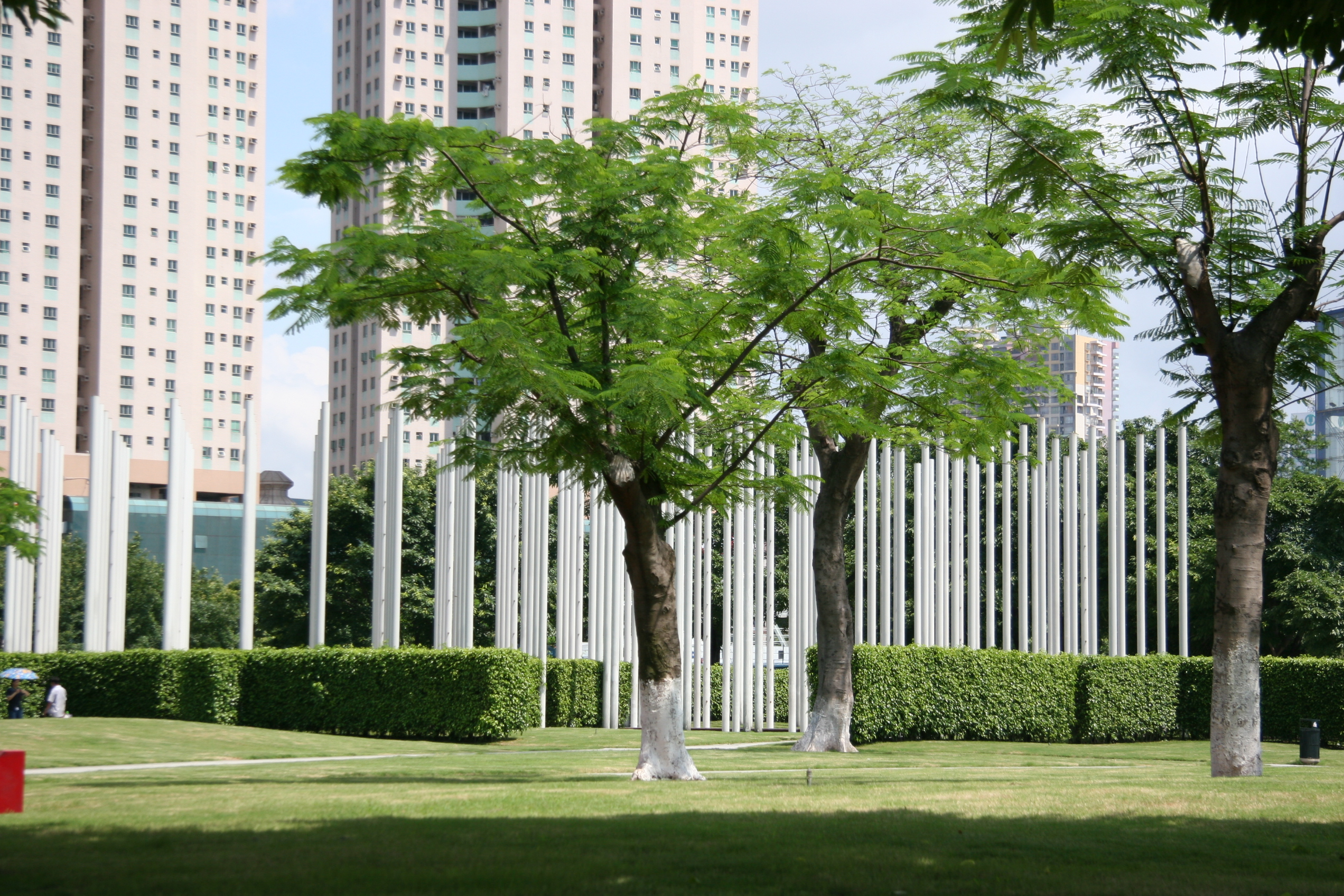
Парк Цицзян
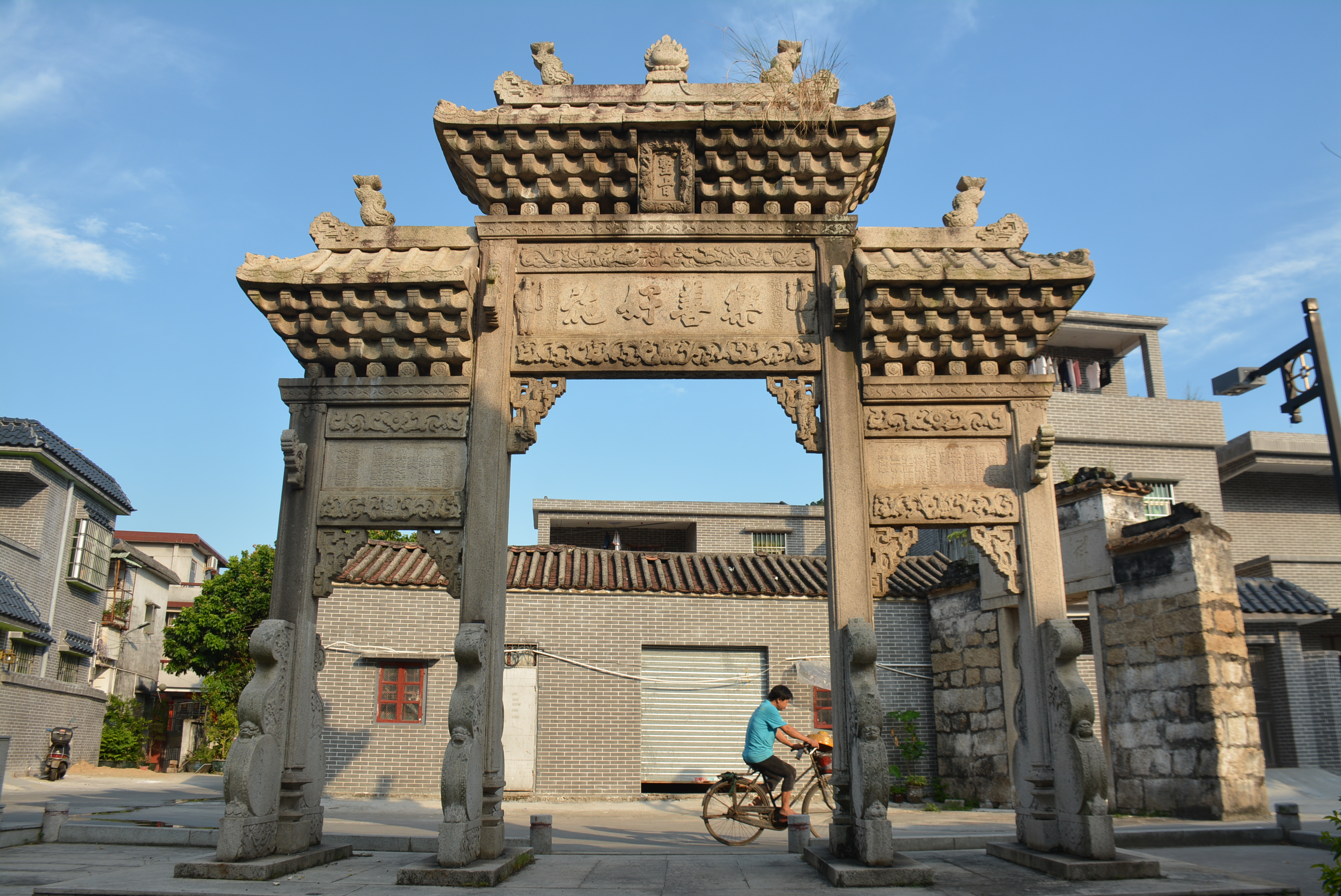
Старинные ворота
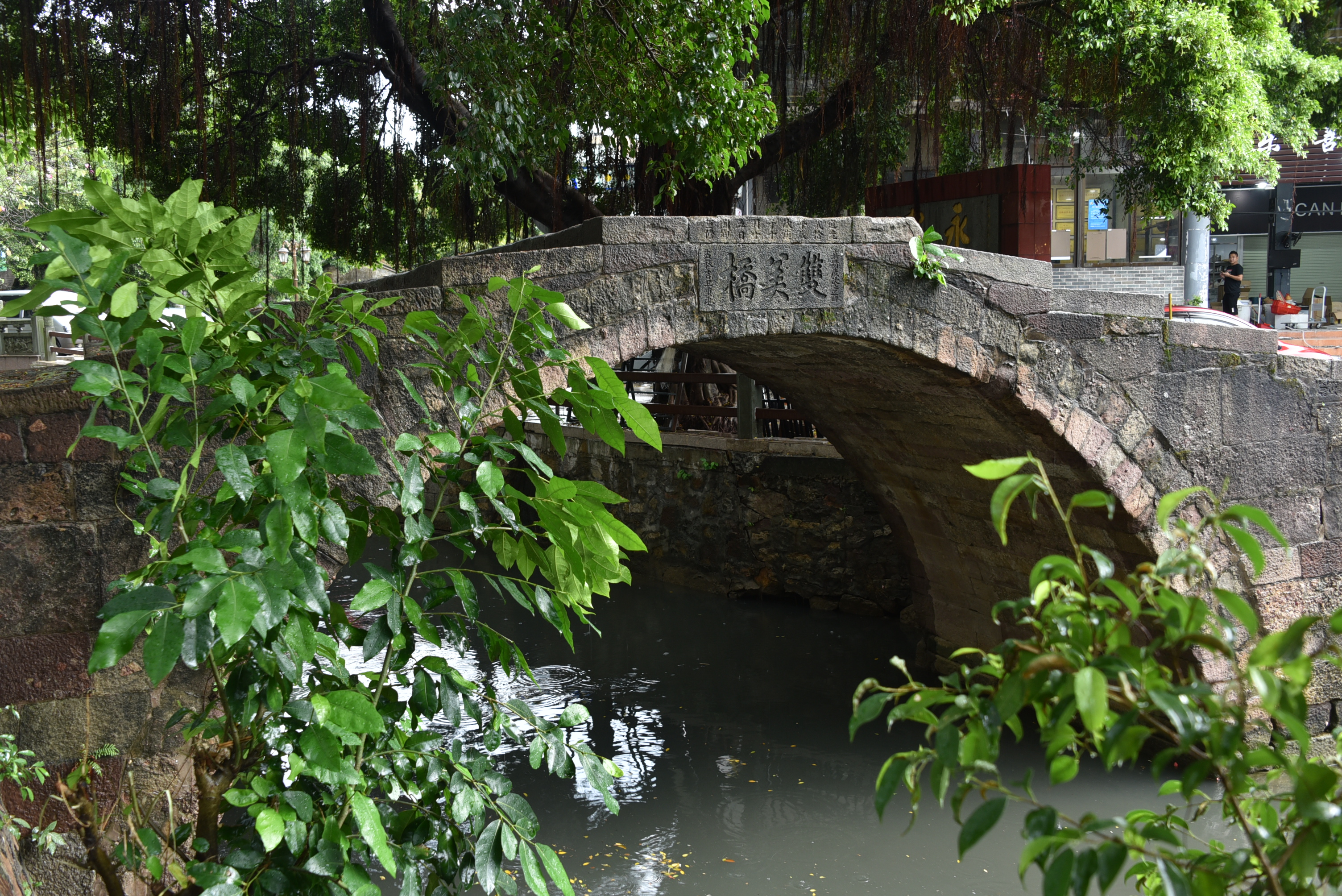
Древний мост